# Stadspaleis
Een stadspaleis of hôtel particulier (ook kortweg hôtel genoemd) is een binnenstedelijke, veelal adellijke woning. Meestal betreft het een groot en luxueus huis uit de 17e of 18e eeuw, dat soms het aanzien van een koninklijk paleis heeft.
In het gebied van de voormalige Zuidelijke Nederlanden is door de verfransing de van oorsprong Franse term hôtel gemeengoed geworden en wordt ook voor burgerhuizen uit de 19e en 20e eeuw gebruikt. Koninklijke en bisschoppelijke paleizen vallen volgens de Franse definitie van hôtel particulier niet onder de stadspaleizen.

## Geschiedenis
In de middeleeuwen waren de meeste huizen in een stad van hout of leem. De weinige huizen van steen, aangeduid met de Latijnse benaming mansio, behoorden meestal aan magistratenfamilies. Vanaf de hoge middeleeuwen kozen adellijke families er in toenemende mate voor om naast het familiekasteel op het platteland ook een representatieve woning binnen de stadspoorten van een nabije stad te hebben. Om die reden werden zulke huizen in het Nederlandse taalgebied ook aangeduid met de term poort of poorthuis. Aanvankelijk hadden poorthuizen nog het uiterlijk van een versterkte woning, vaak met een verdedigingstoren. Vanaf de 17e eeuw veranderde het defensieve uiterlijk van veel poorthuizen en werd de aanduiding poort veelal vervangen door hof of hôtel. Ook sommige belangrijke abdijen hadden een huis in een naburige stad. In sommige gevallen hadden ook deze refugiehuizen het aanzien van een stadspaleis.

## Voorbeelden

### België
In Brussel bevonden zich ooit een groot aantal stadspaleizen. In de hoofdstad van de Bourgondische Nederlanden bouwden vanaf de 16e eeuw veel belangrijke families hun adellijke huizen. Nog bestaande Brusselse stadspaleizen zijn het Egmontpaleis, het Paleis van Karel van Loreinen en Hotel Errera. Verdwenen zijn o.a. het Paleis van Nassau, het hôtel d'Ursel en de stadspaleizen van Thurn und Taxis en de markies de Spinola. Ook in de voormalige prins-bisschoppelijke residentiestad Luik zijn nog een aantal hôtels particuliers bewaard, waaronder het Hôtel d'Ansembourg, het Hôtel de Bocholtz, het Hôtel d'Elderen, het Hôtel Curtius en het Hôtel de Hayme de Bomal (de laatste twee thans onderdeel van museum Grand Curtius). In Namen zijn het Hôtel de Gaiffier d'Hestroy en het Hôtel de Groesbeeck de Croix de moeite waard. In Mechelen bevinden zich onder andere het Hof van Savoye, Hof van Busleyden, Hof van Hoogstraten, Hof van Nassau, Hof van Cortenbach, Hof van Palermo en Hof van Kamerijk. In Kortrijk het Roelandpaleis, in Gent het Hotel d'Hane-Steenhuyse, in Brugge het huis Gruuthuse en in Antwerpen het Paleis op de Meir.

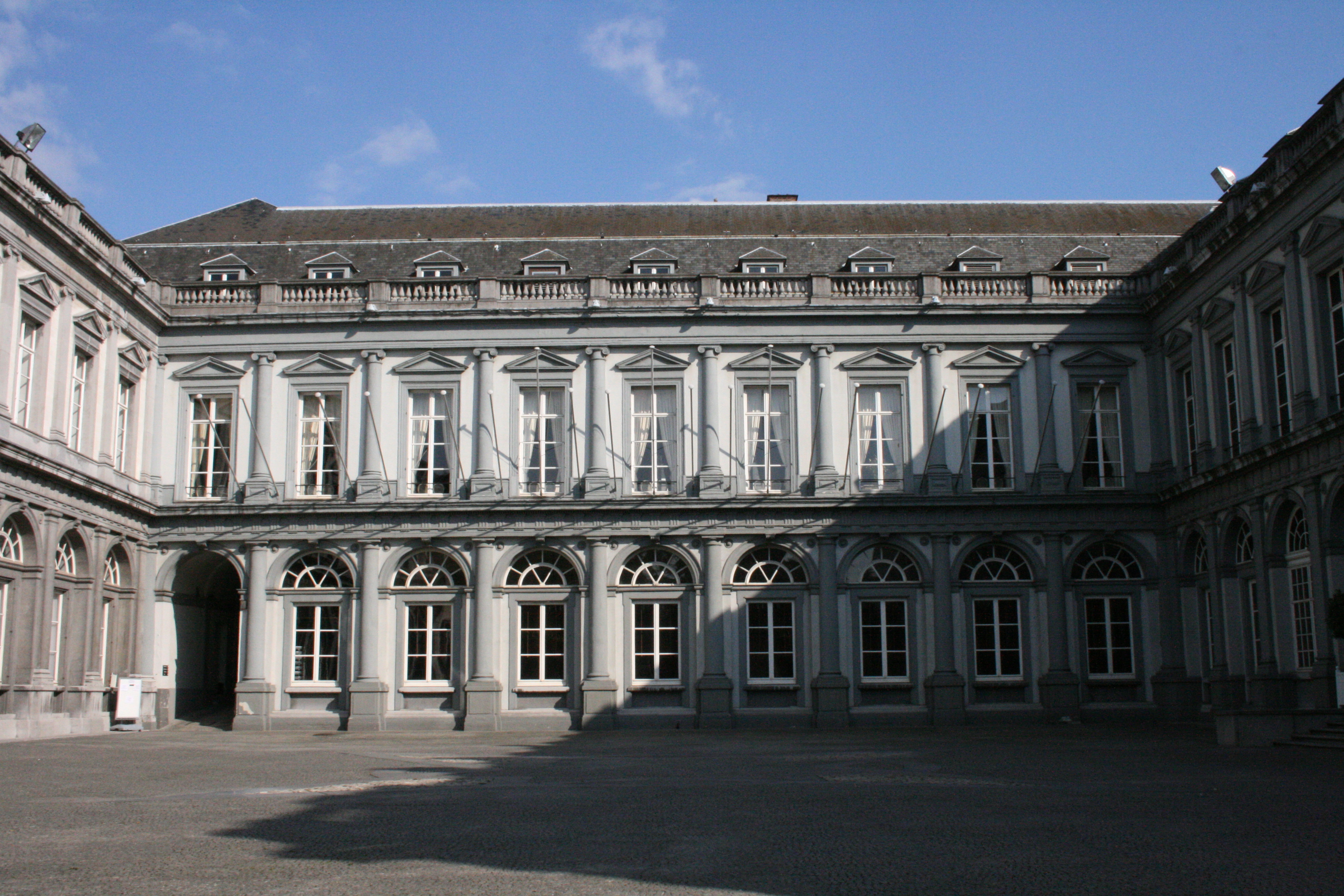
Egmontpaleis, Brussel
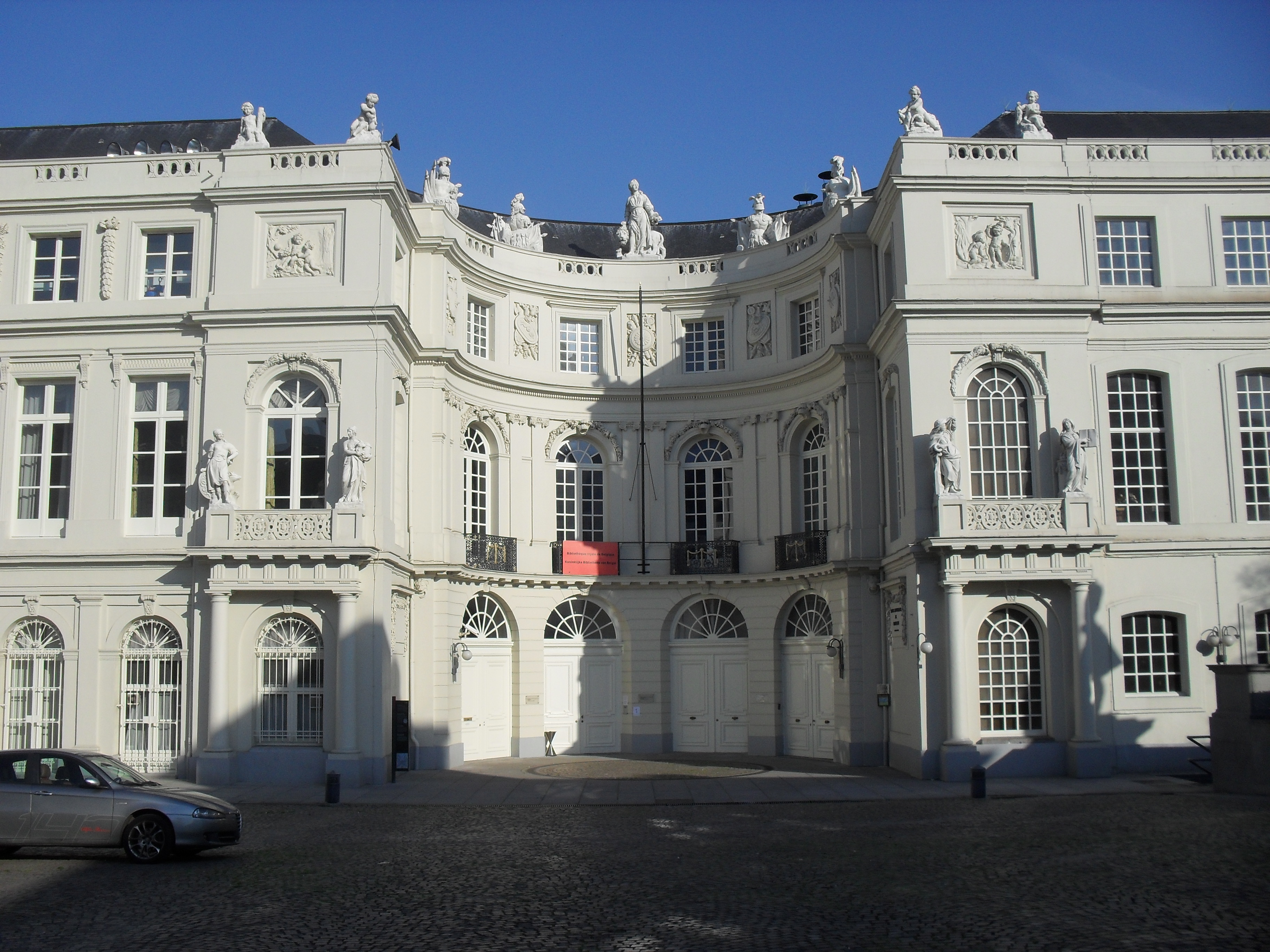
Paleis van Karel van Lotharingen, Brussel
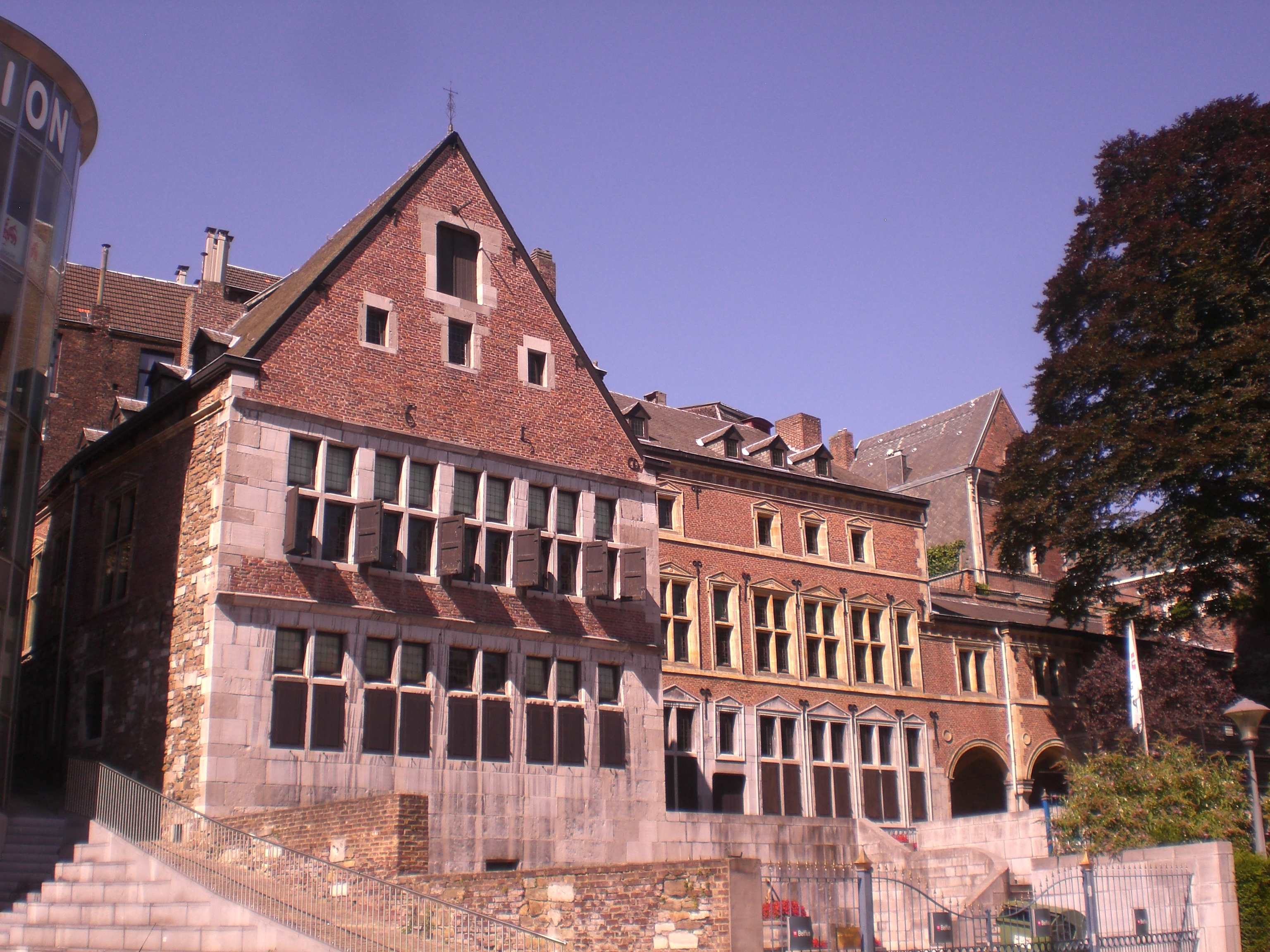
Hôtel de Bocholtz, Luik
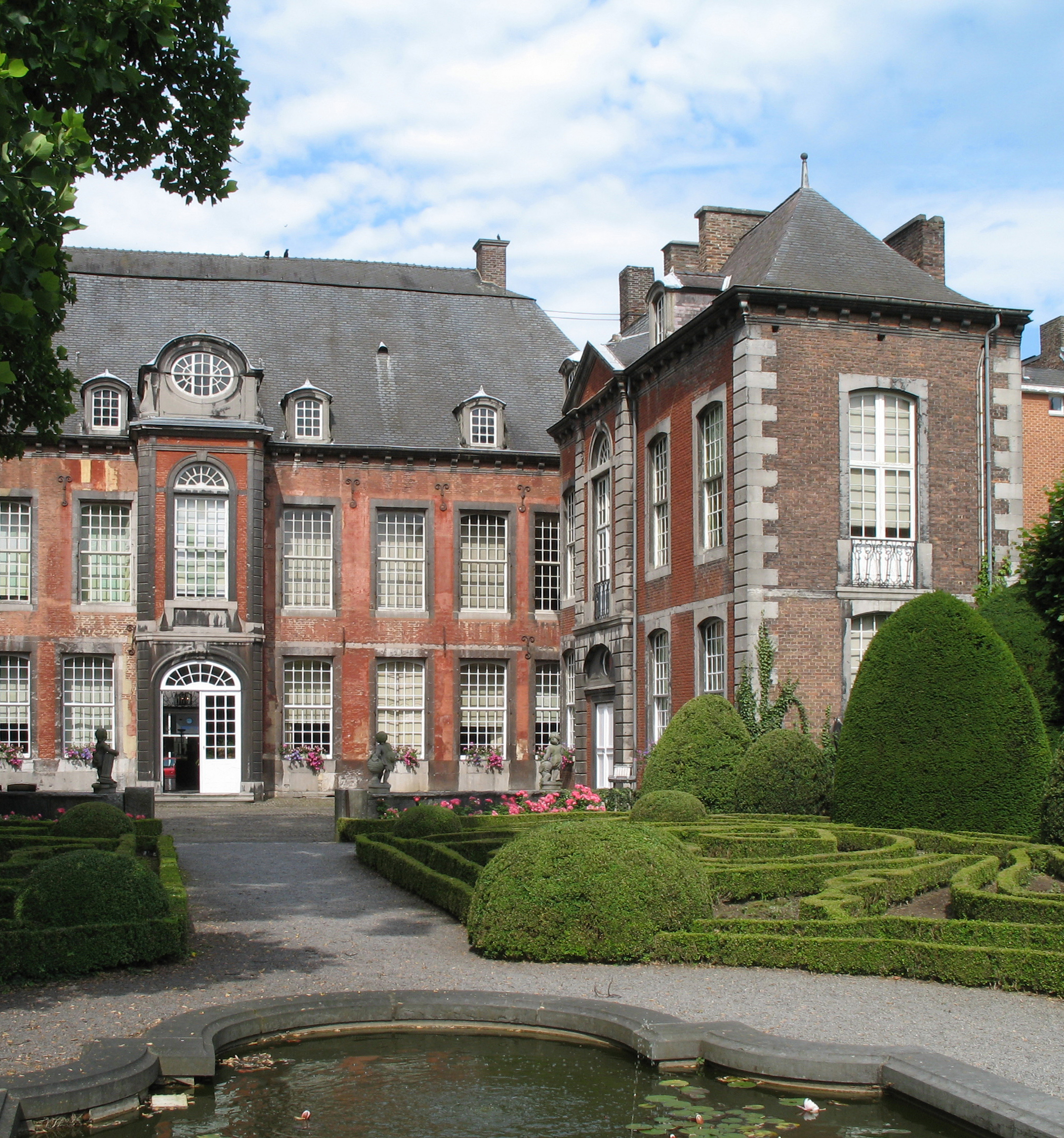
Hôtel de Groesbeeck de Croix, Namen
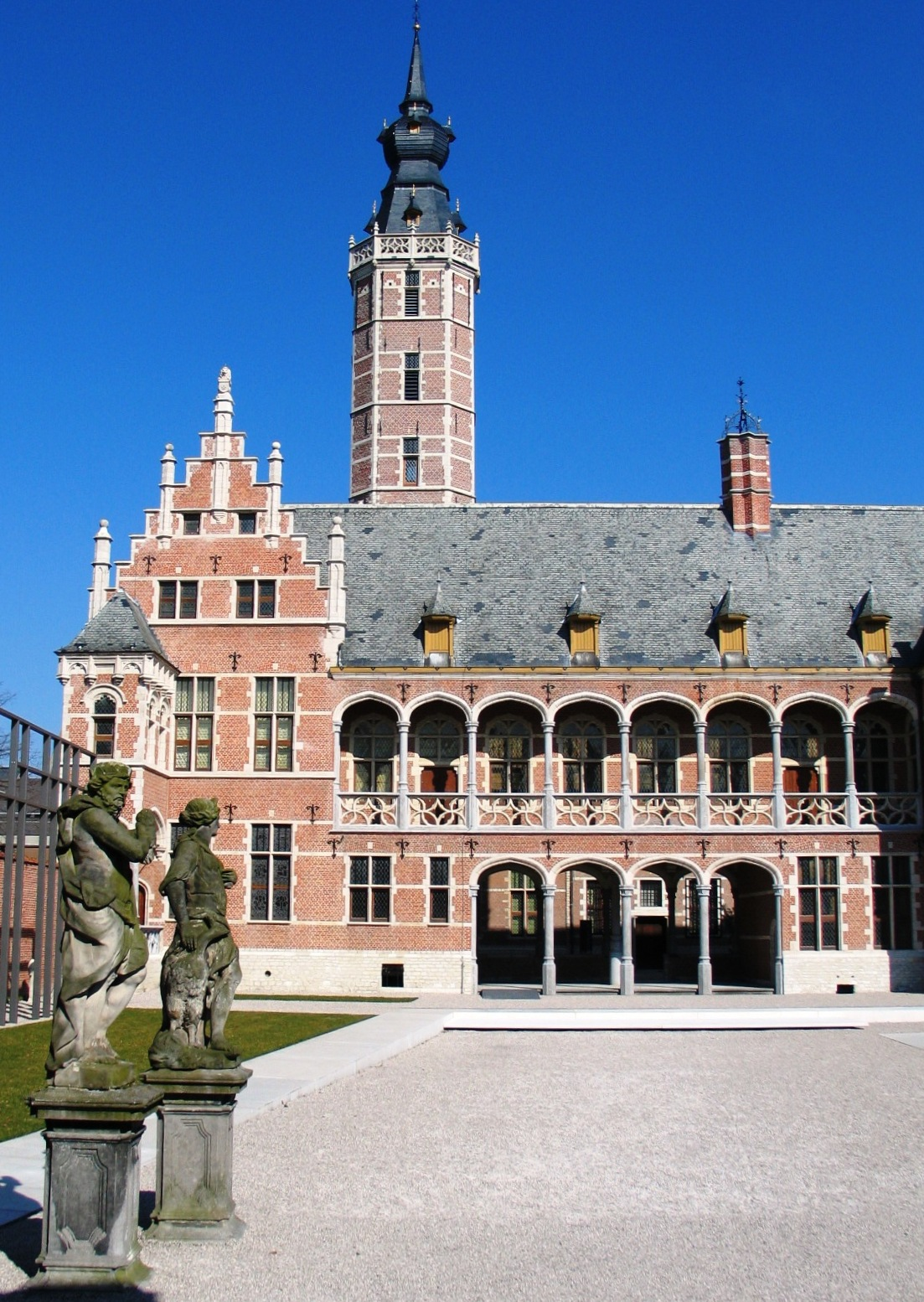
Hof van Busleyden, Mechelen
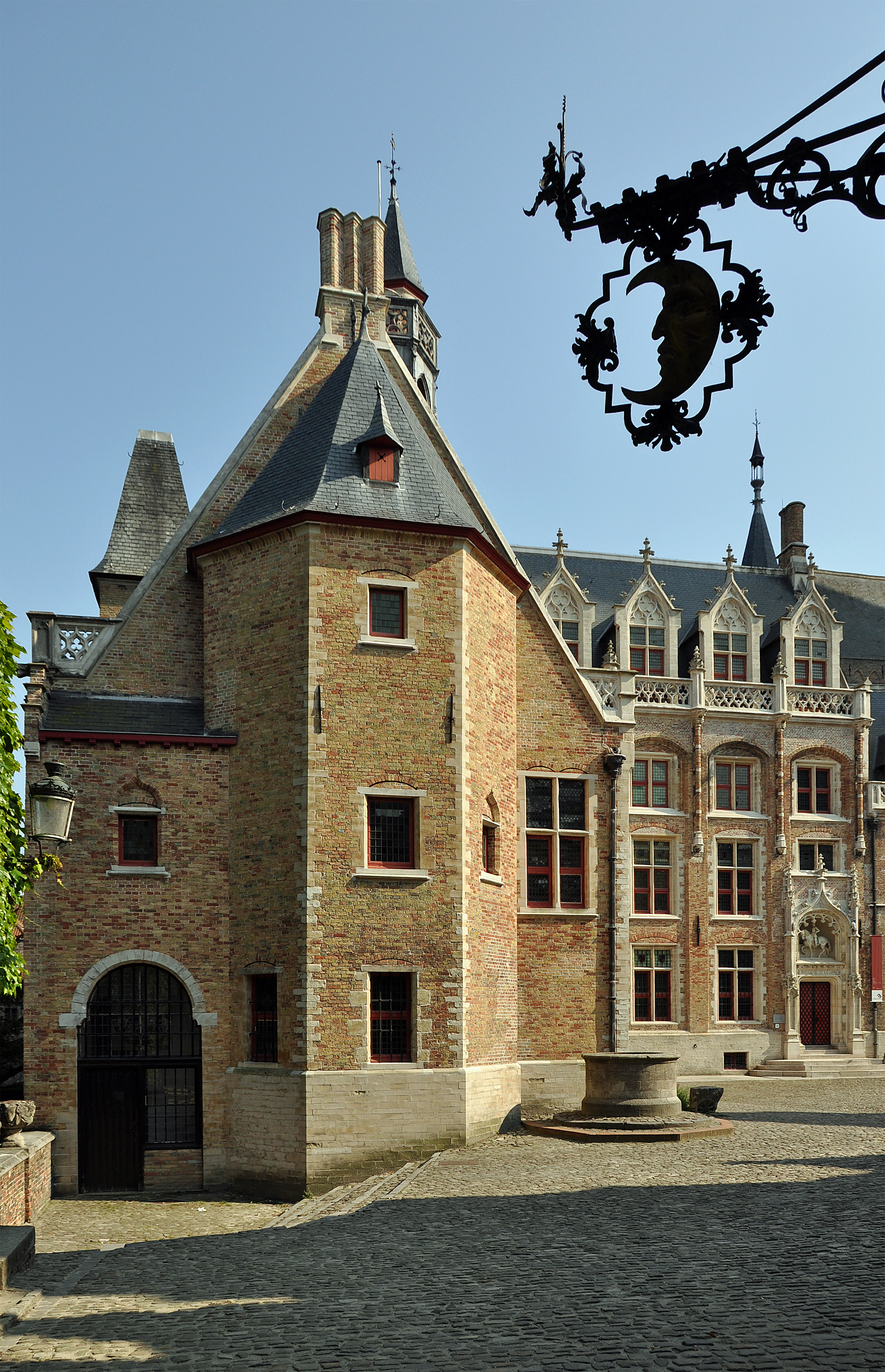
Gruuthusepaleis, Brugge

### Nederland
In Nederland zijn stadspaleizen of vergelijkbare bouwwerken te vinden in onder andere Amsterdam, Den Haag, Leeuwarden en Maastricht. De grote, dubbele grachtenhuizen in sommige Hollandse steden (bijvoorbeeld in de Gouden Bocht in Amsterdam) hebben zelden een adellijke achtergrond en zijn daarom technisch geen stadspaleizen. Toch worden ze door hun afmetingen - vaak met portierswoning en koetshuis aan de achterkant - meestal als zodanig aangemerkt. In Den Haag bevindt zich in de bocht van het Lange Voorhout het Paleis Kneuterdijk, in 1730 gebouwd door Daniël Marot, vanaf 1816 eigendom van koning Willem I. Ook de tegenwoordige Koninklijke Schouwburg, het Paleis Lange Voorhout en het Huis Huguetan zijn voormalige hôtels particuliers. In Maastricht zijn stadspaleizen te vinden rondom het Vrijthof en het Henric van Veldekeplein, zoals het Generaalshuis, een hôtel particulier uit 1805, en het waarschijnlijk onjuist betitelde 'paleis van de hoogproost'. Aan de Grote Gracht en de Bredestraat liggen diverse poorthuizen van adellijke families uit de omgeving van Maastricht, onder andere de Hof van Tilly, de Poort van Reckhem, de Poort van Rymborch en het Hôtel de Crassier.

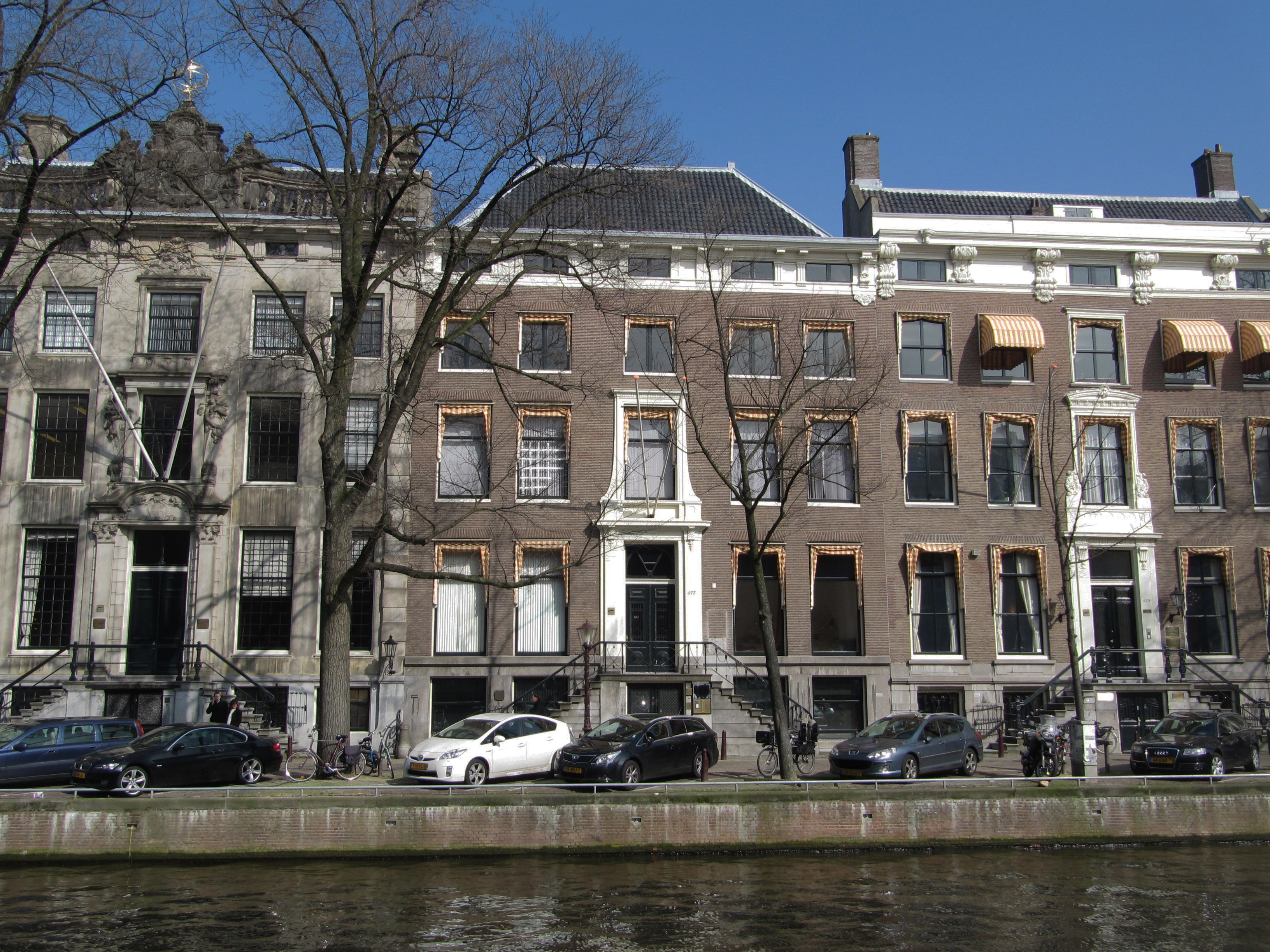
'Stadspaleizen' aan de Herengracht, Amsterdam
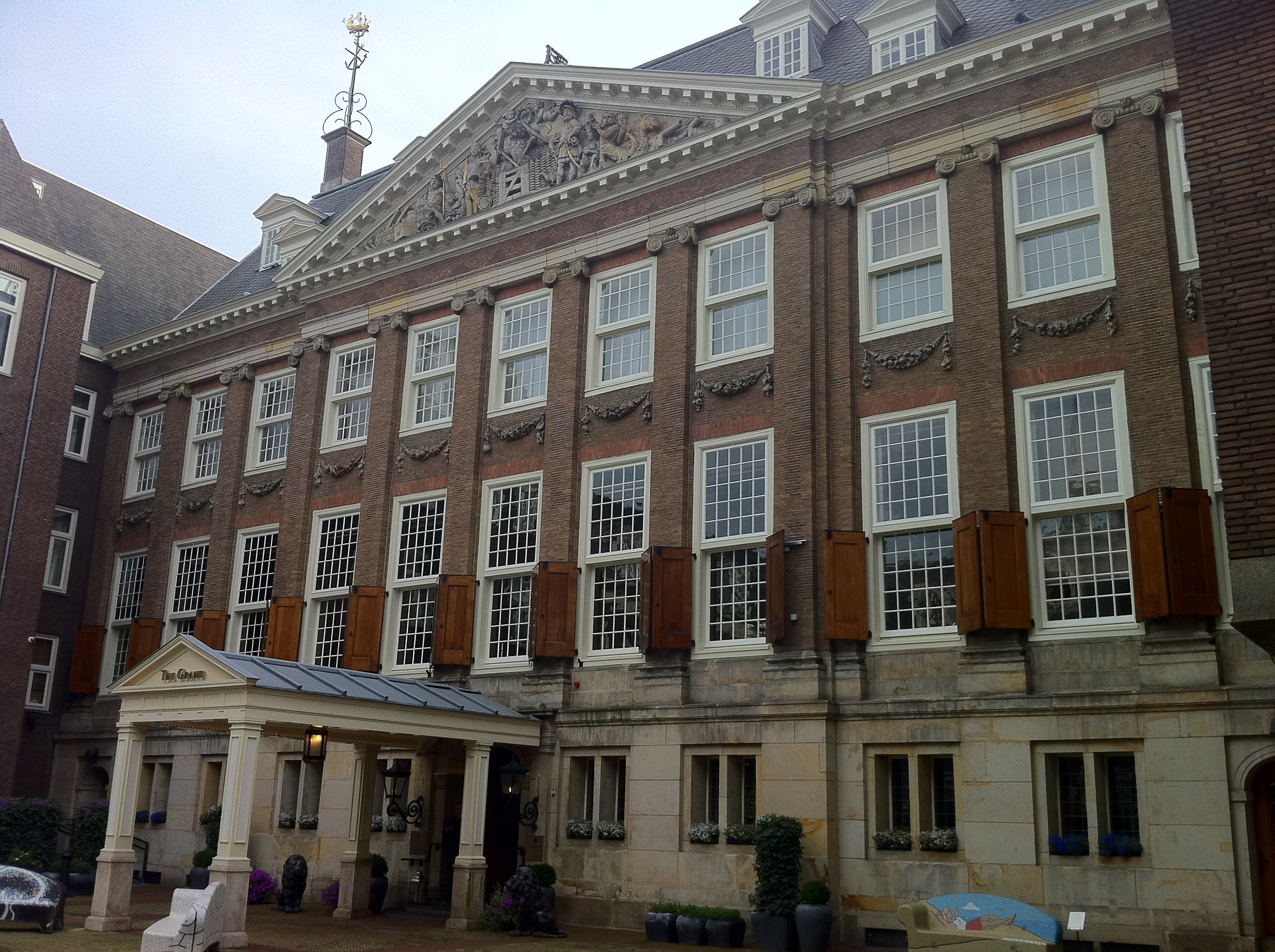
Prinsenhof, Amsterdam
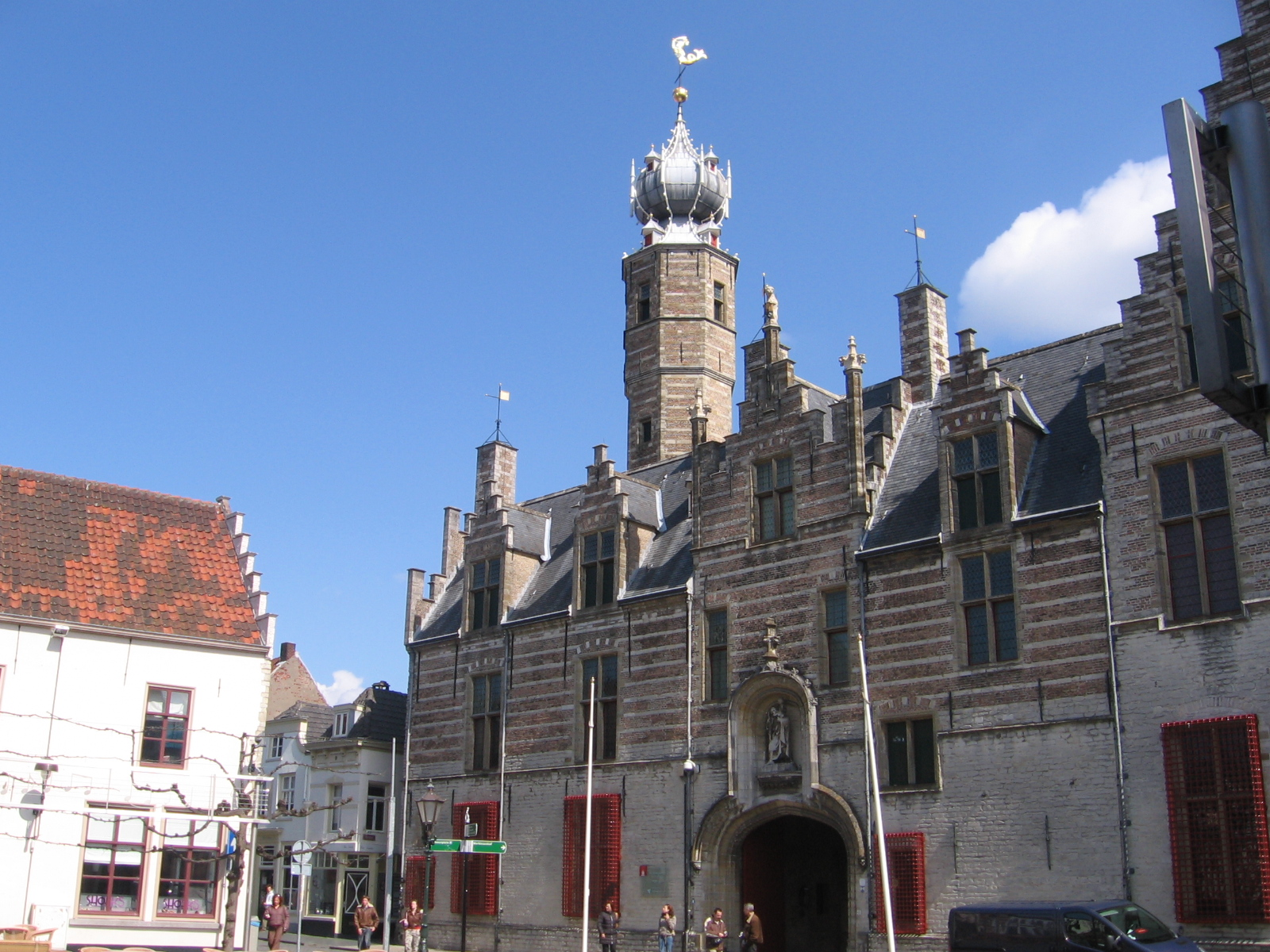
Markiezenhof, Bergen op Zoom
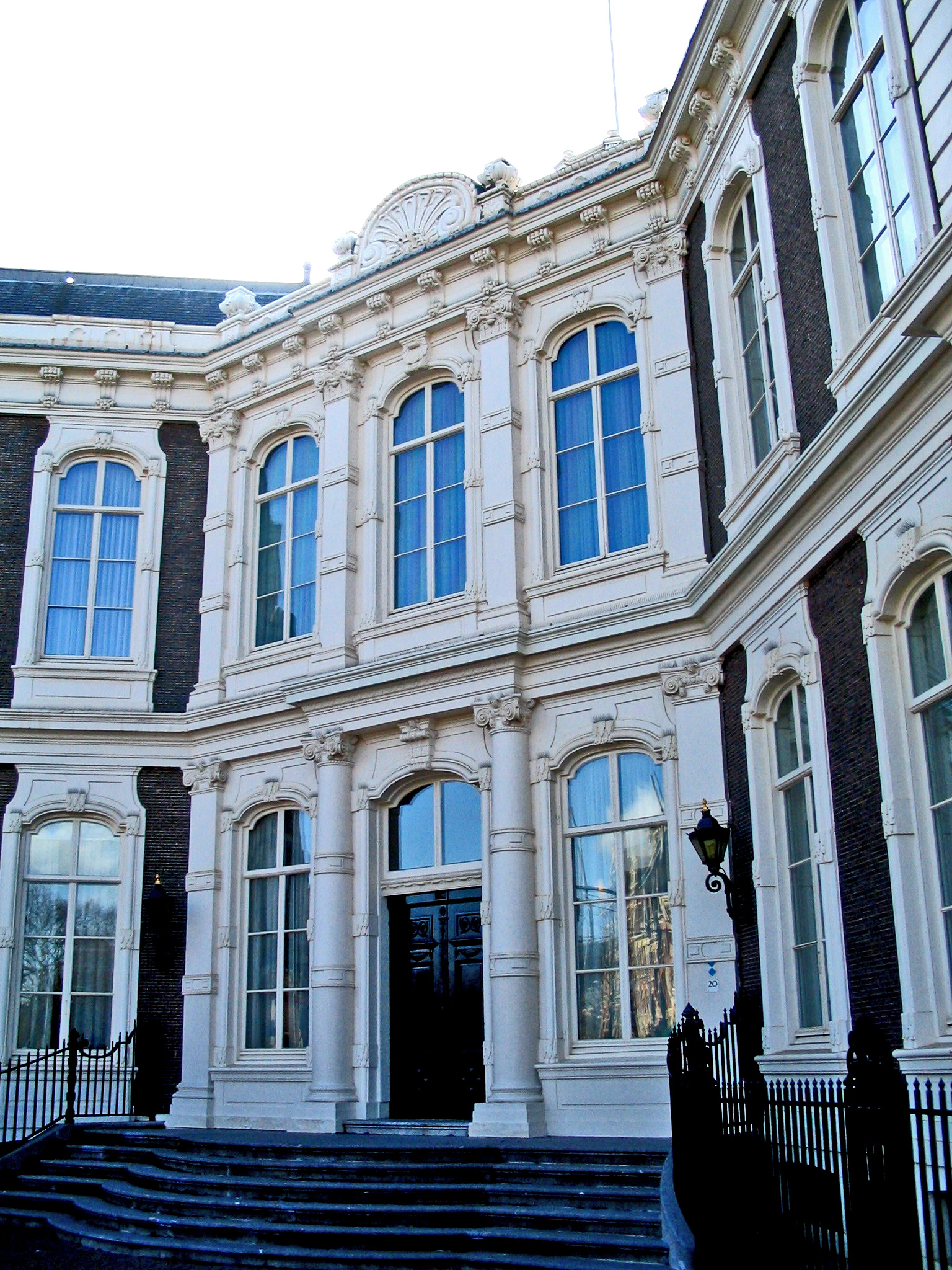
Paleis Kneuterdijk, Den Haag
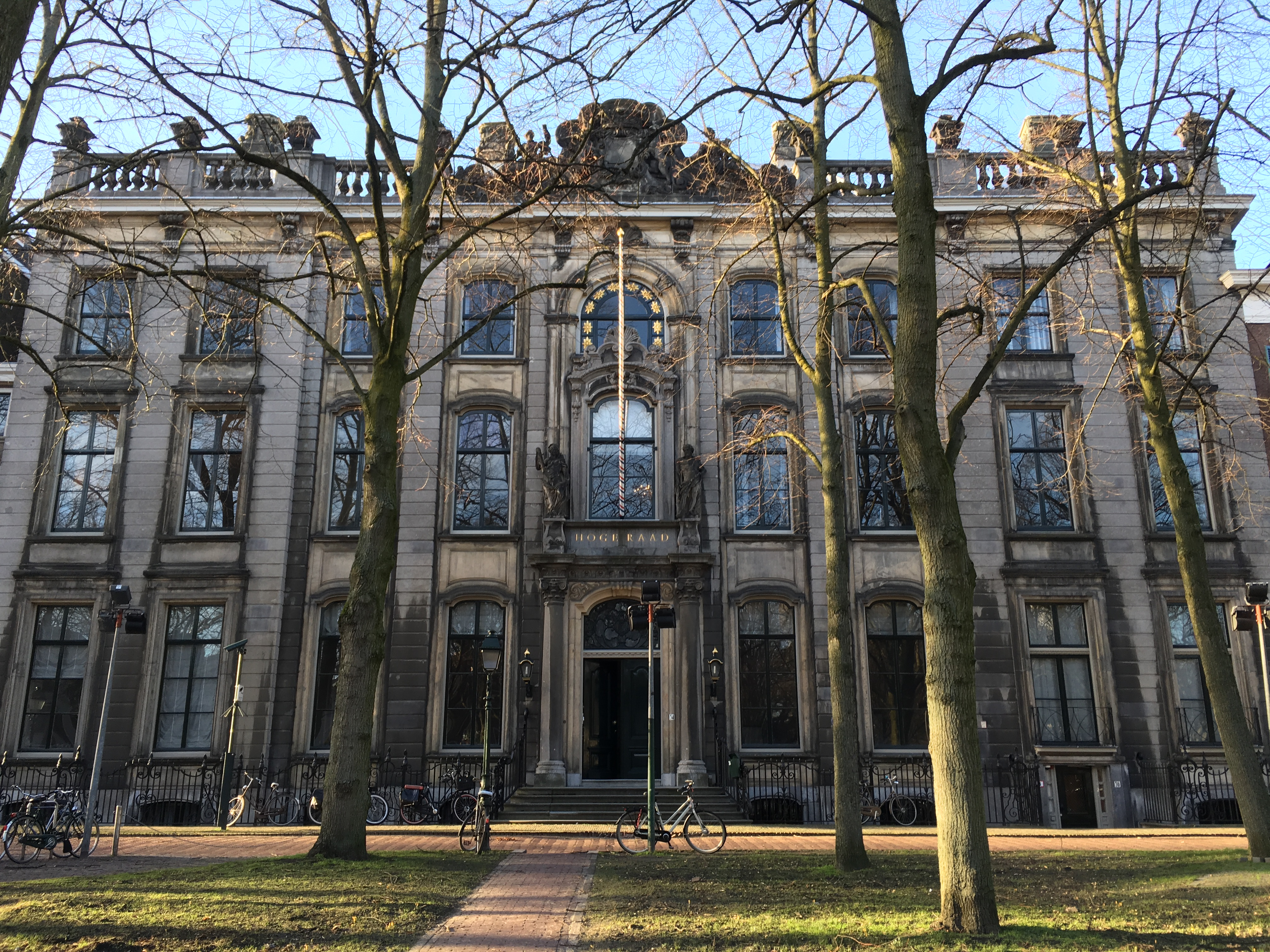
Huis Huguetan, Den Haag
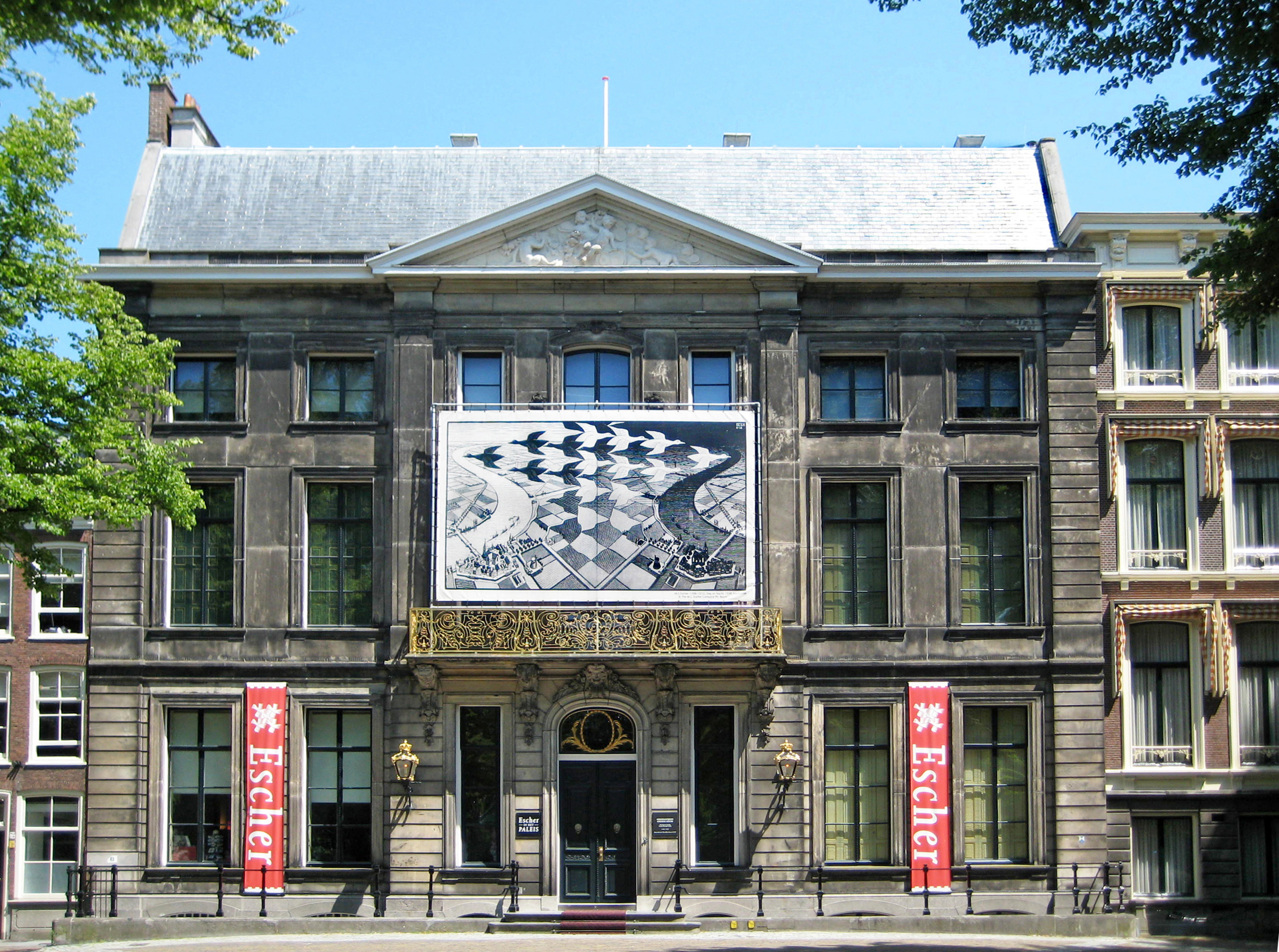
Paleis Lange Voorhout, Den Haag
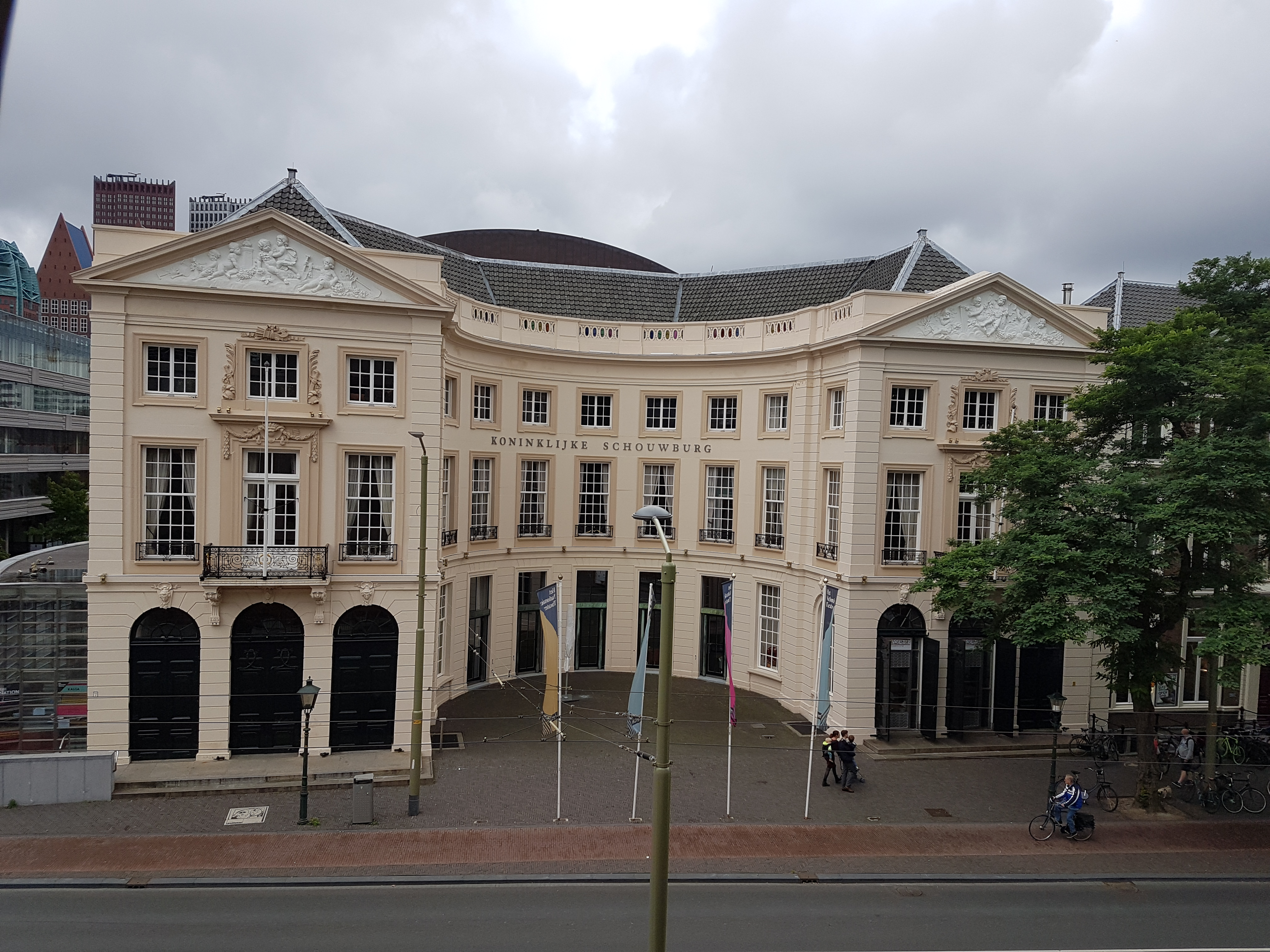
Koninklijke Schouwburg, Den Haag
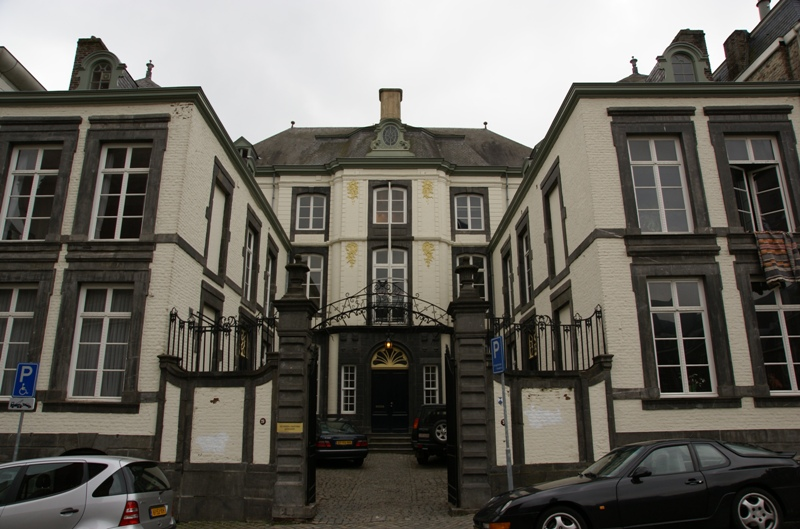
'Paleis van de Hoogproost', Maastricht
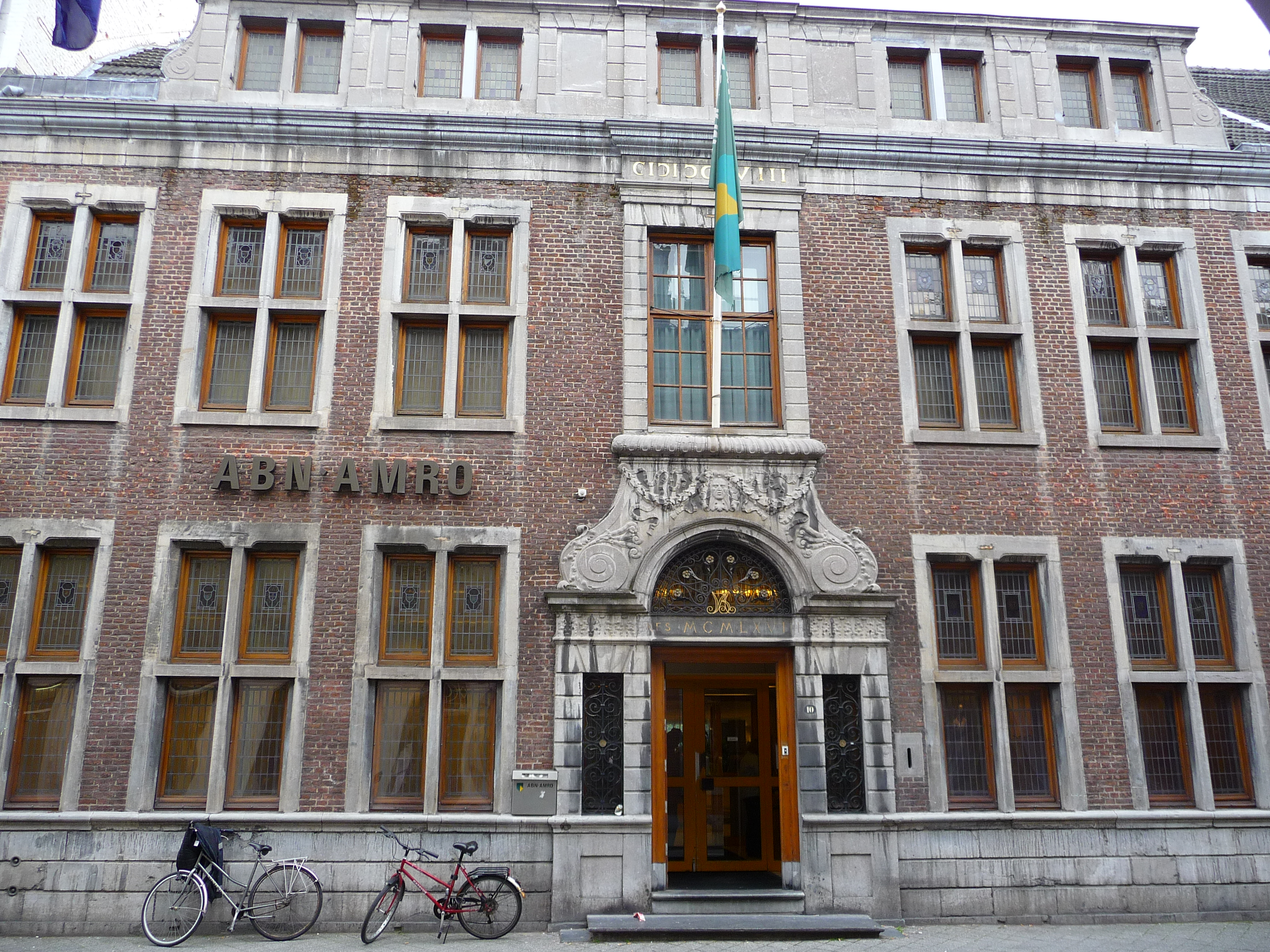
Hôtel de Crassier, Maastricht

### Frankrijk
Bekende Parijse stadspaleizen of hôtels particuliers zijn het Hôtel de Sens, het Hôtel de Lauzun, het Hôtel Lambert, het Hôtel de Rambouillet, het Hôtel de Rohan, het Hôtel Matignon, het Hôtel Saint-Pol, het Hôtel de Soubise, het Hôtel de Sully, het Hôtel de Beauvais en het Hôtel d'Evreux (thans Élysée-paleis). Veel Parijse hôtels hebben inmiddels een museale bestemming, o.a. het Hôtel Carnavalet (Musée Carnavalet, museum over de geschiedenis van Parijs), het Hôtel de Cluny (thans Musée national du Moyen Âge), het Hôtel de Salm (museum van het Legioen van Eer), het Hôtel Jacquemart-André (thans Musée Jacquemart-André), het Hôtel Biron (thans Musée Rodin), het Hôtel Salé (Musée Picasso) en het Hôtel Salomon de Rothschild (tegenwoordig FNAGP, fotografie- en videocentrum).
Ook in andere Franse steden zijn talloze stadspaleizen te vinden, zoals het Hôtel Petitpas de Walle en het Hôtel d'Avelin in Rijsel, het Hôtel de Blossac in Rennes, het Hôtel de Rohan in Straatsburg, het Hôtel de Lalande in Bordeaux en het Hôtel d'Assézat in Toulouse.

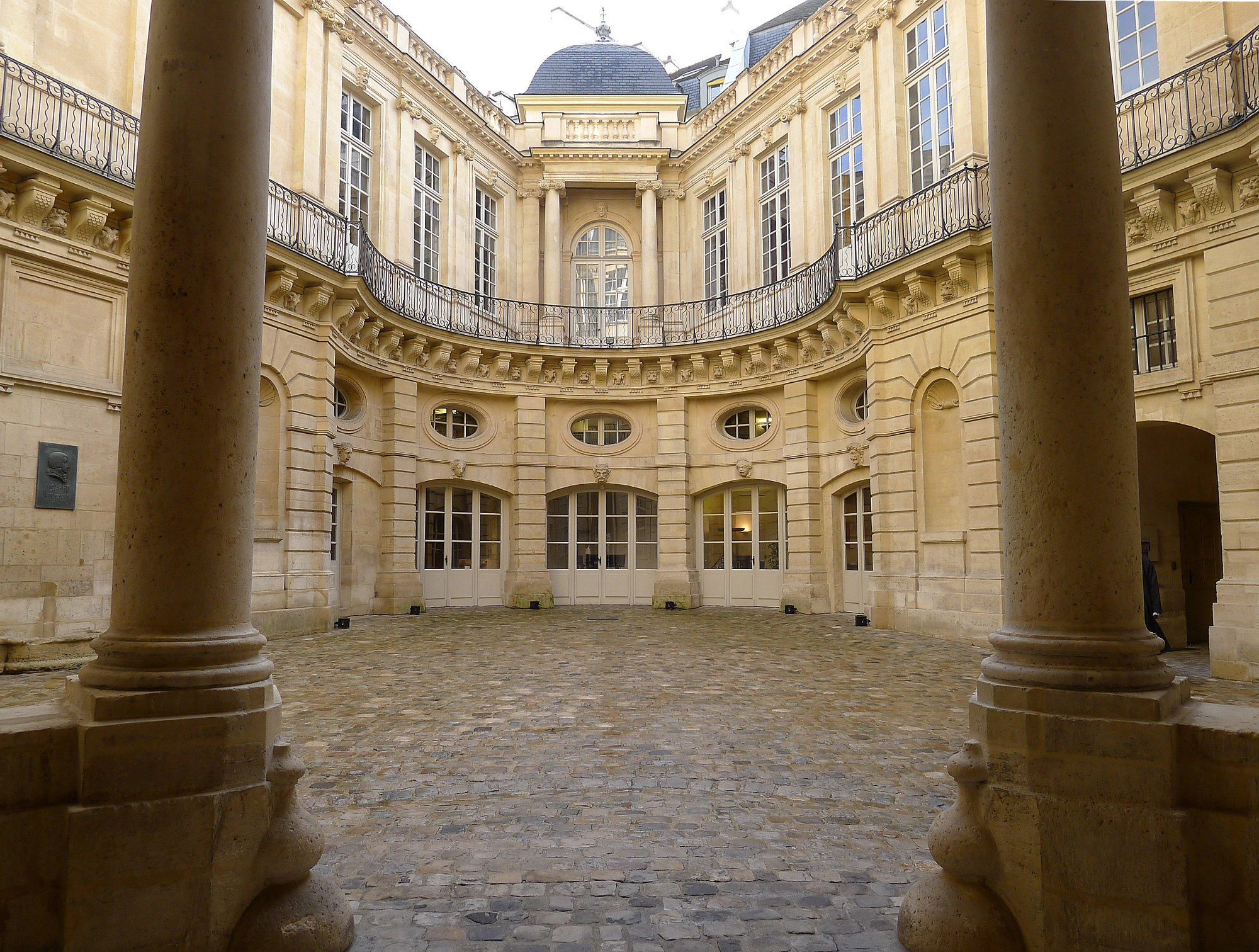
Hôtel de Beauvais, Parijs
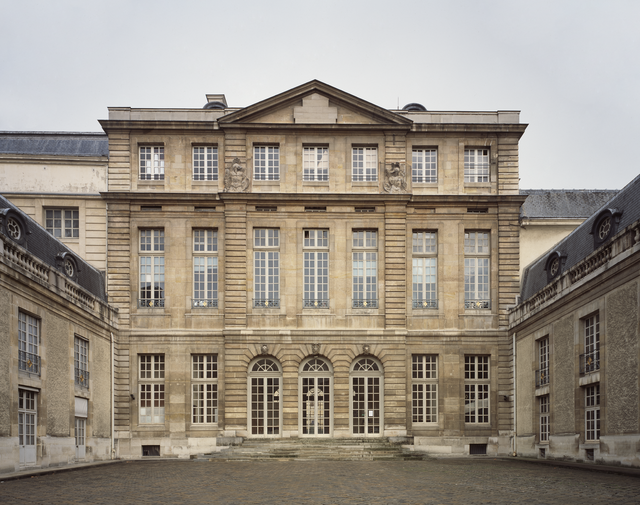
Hôtel de Rohan, Parijs
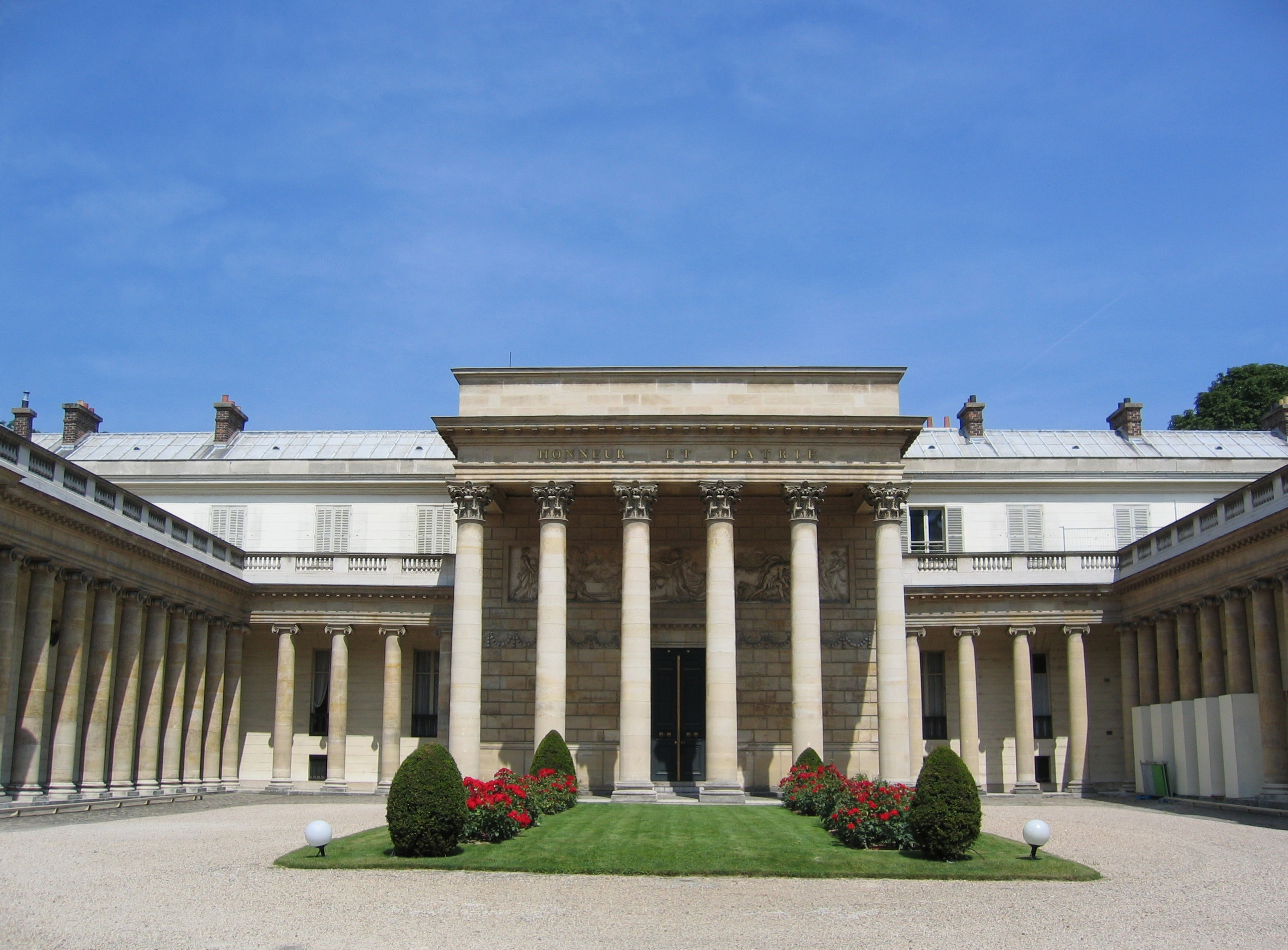
Hôtel de Salm, Parijs
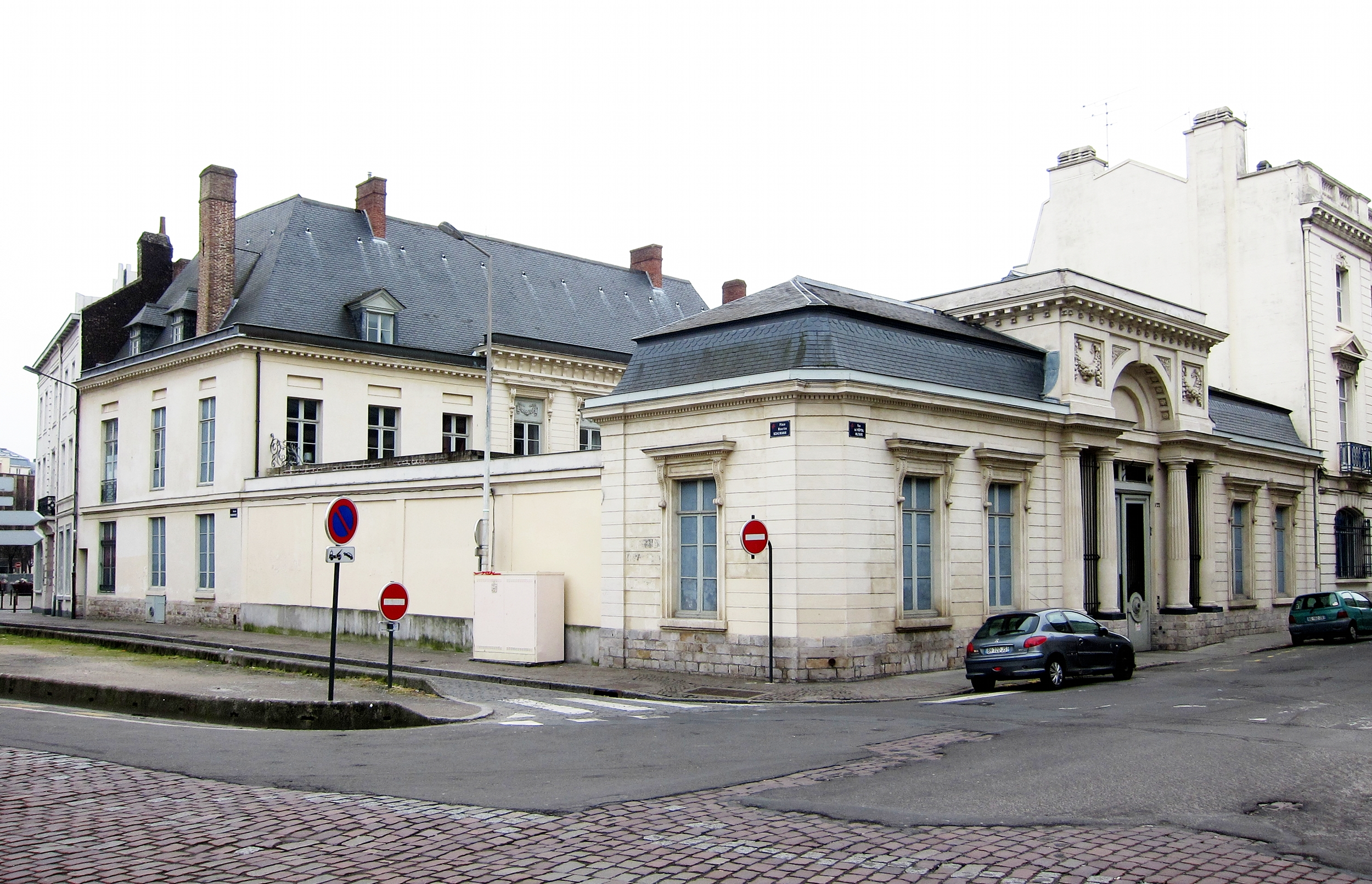
Hôtel Petitpas de Walle, Rijsel
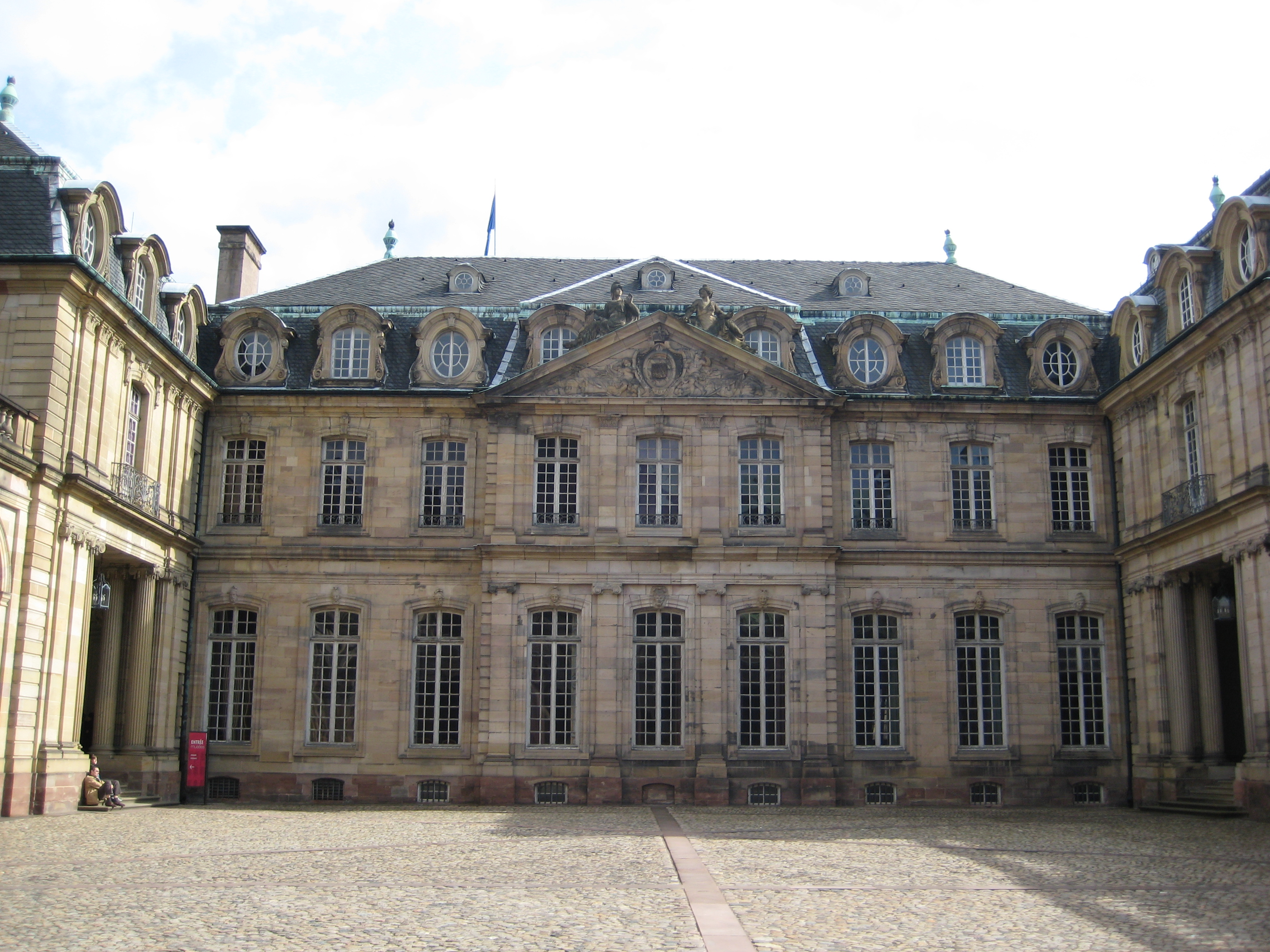
Hôtel de Rohan, Straatsburg

### Zuid-Europa
In Italië worden grote stadswoningen meestal aangeduid als palazzo, ook als de oorspronkelijke eigenaar geen koning, hertog of bisschop was. Bekend zijn de palazzo's aan het Canal Grande in Venetië (meestal aangeduid met de lokale term ca') en de palazzo's van de Medici's, de Borgia's en andere machtige families in Florence en Rome. Ook in Spanje en Portugal wordt geen onderscheid gemaakt tussen paleizen (palacio, palau) en andere residenties.

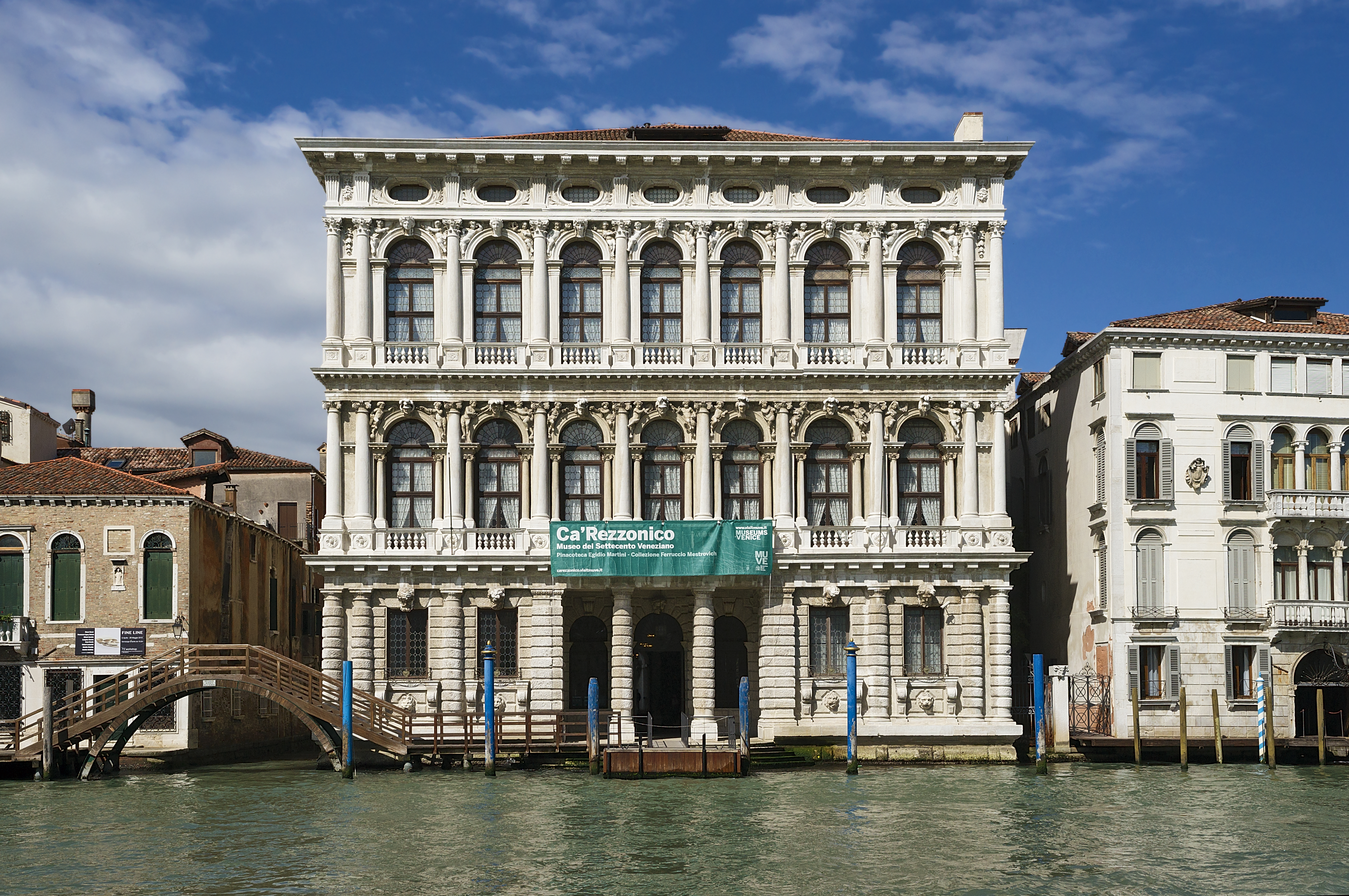
Ca' Rezzonico, Venetië
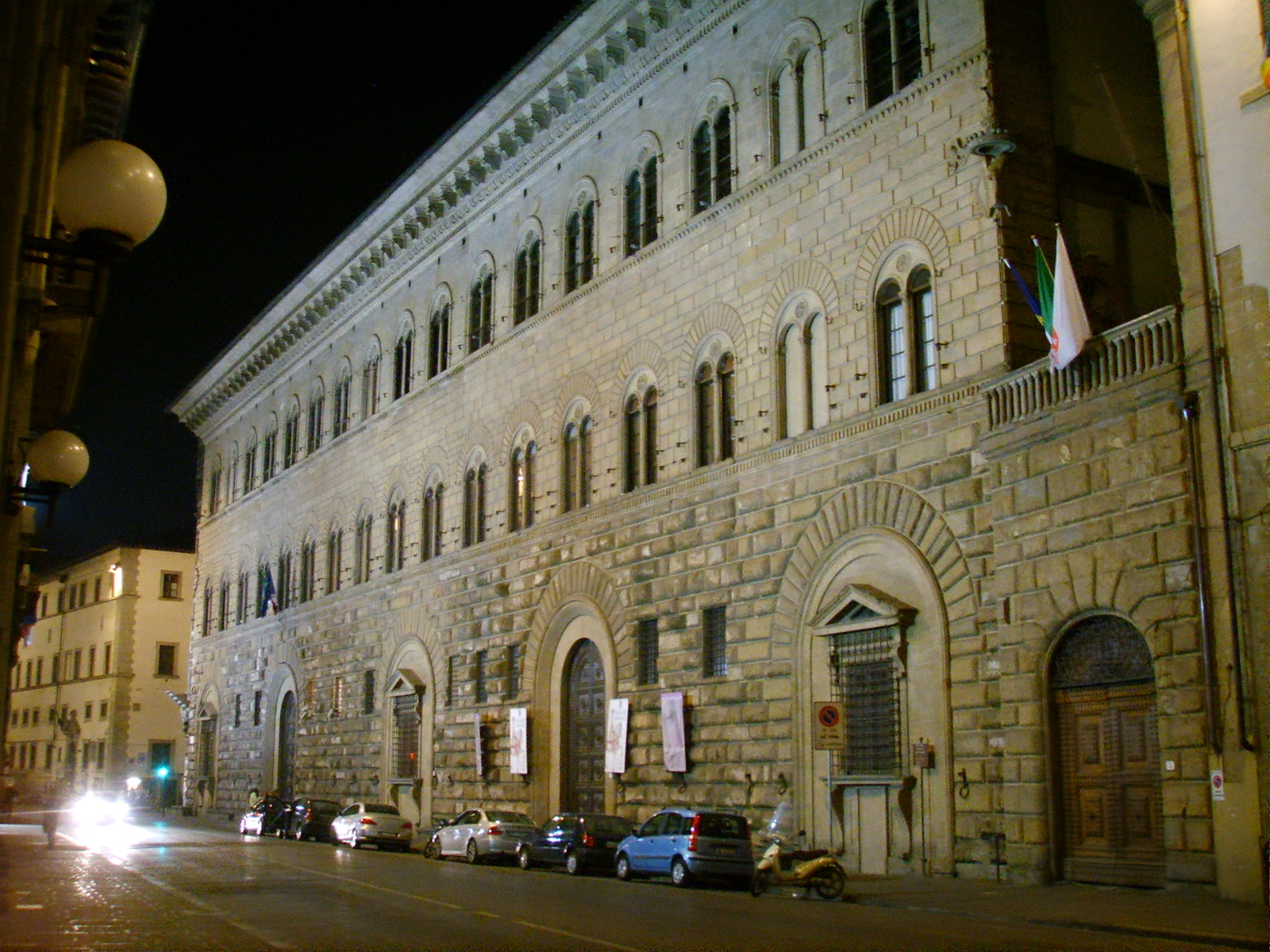
Palazzo Medici-Riccardi, Florence
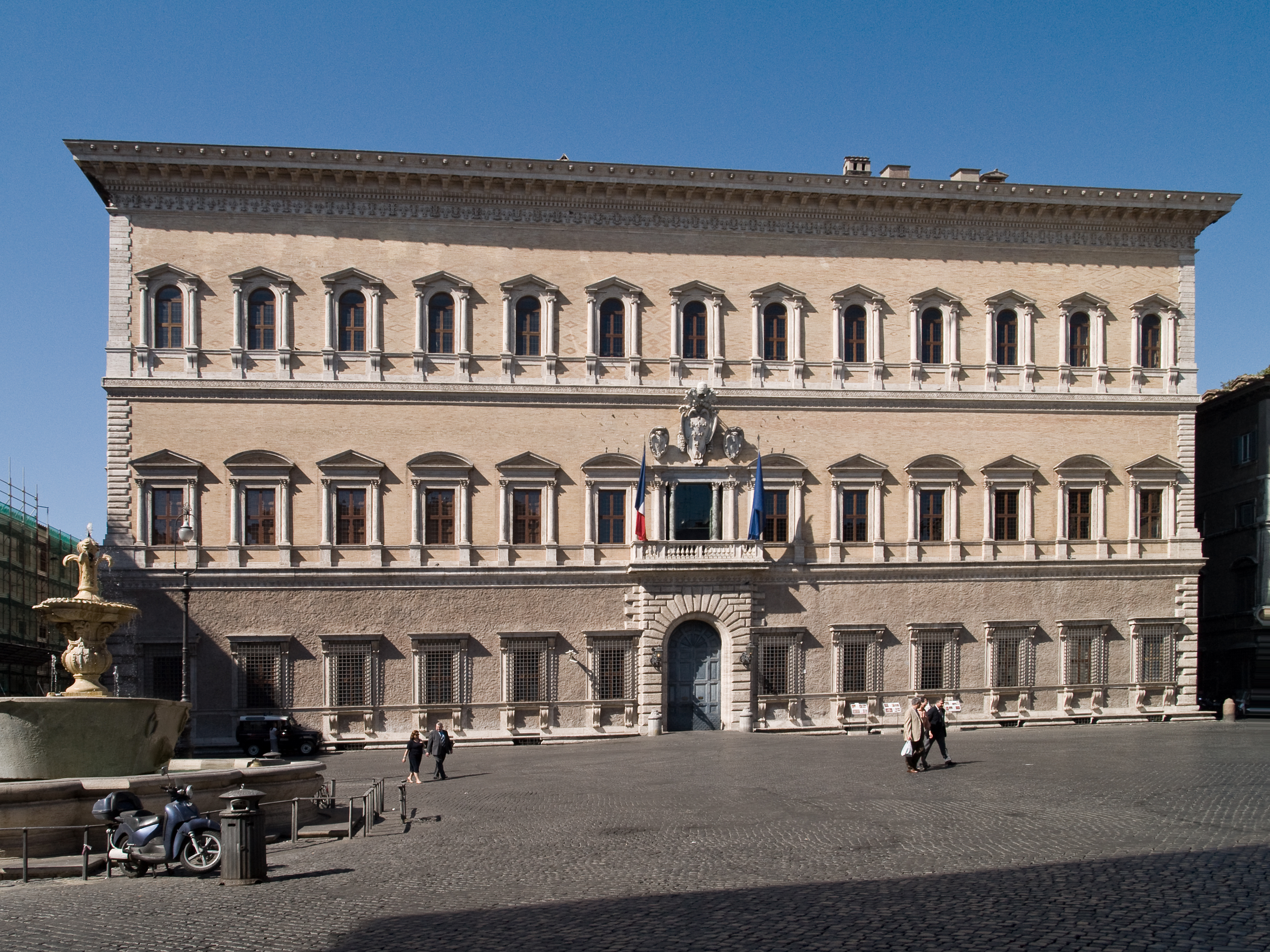
Palazzo Farnese, Rome
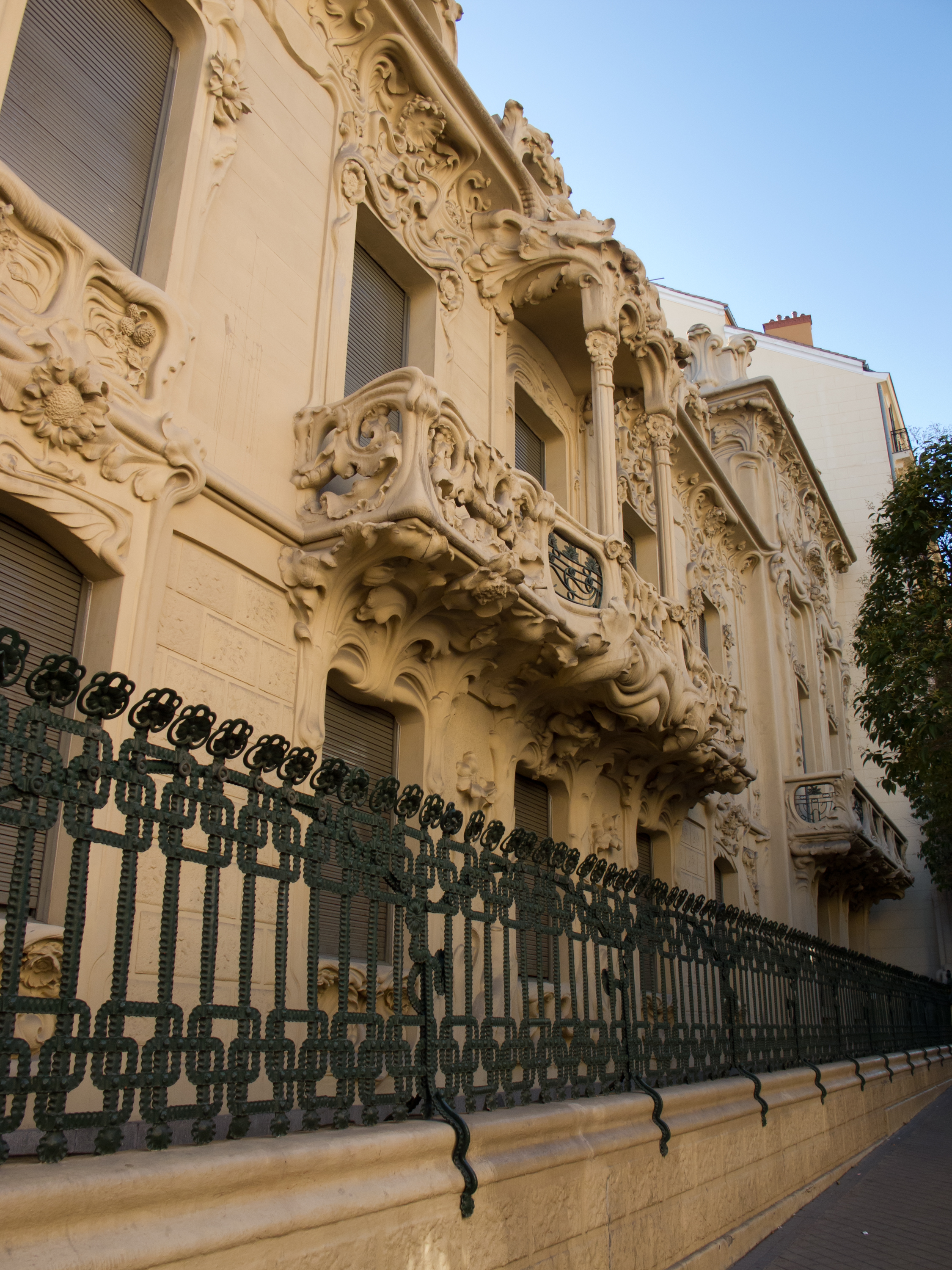
Palacio de Longoria, Madrid
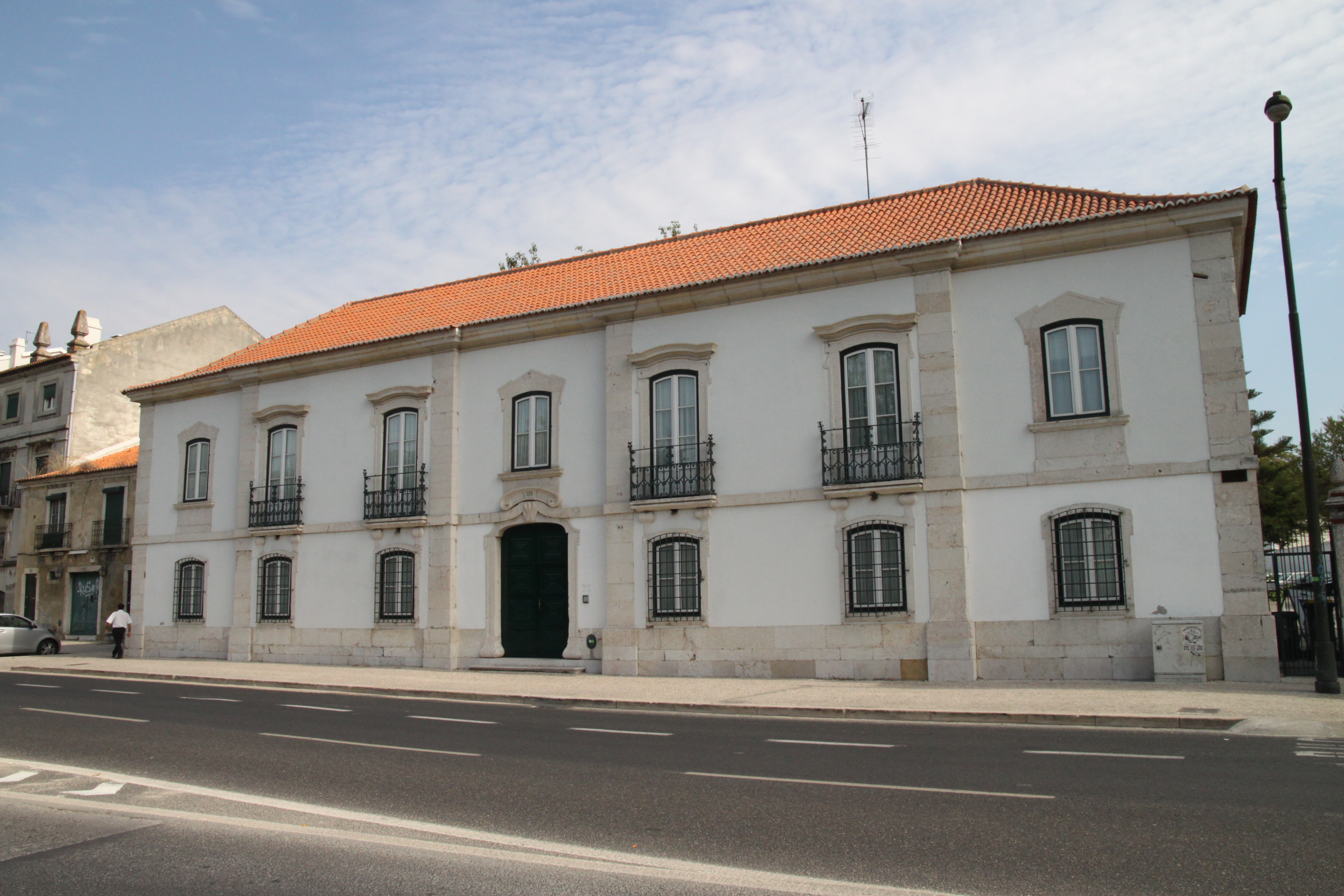
Palácio Beltrão, Lissabon

### Andere landen
Ook in Duitsland en Oostenrijk wordt geen onderscheid gemaakt tussen paleizen en andere residenties, die meestal met de Franse term palais worden aangeduid. In Engeland worden ook de grootste stadspaleizen met gevoel voor understatement aangeduid als house.

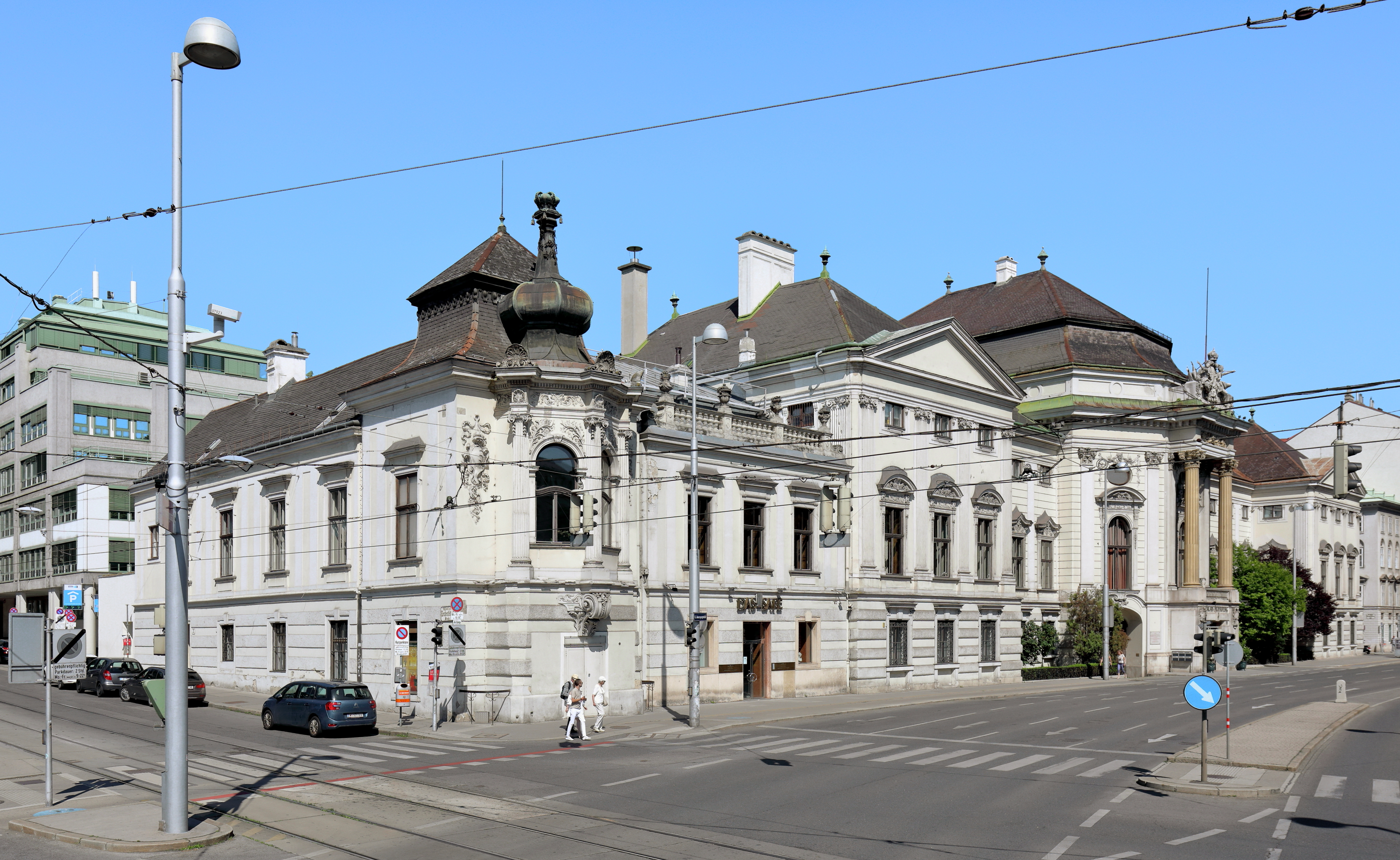
Palais Auersperg, Wenen
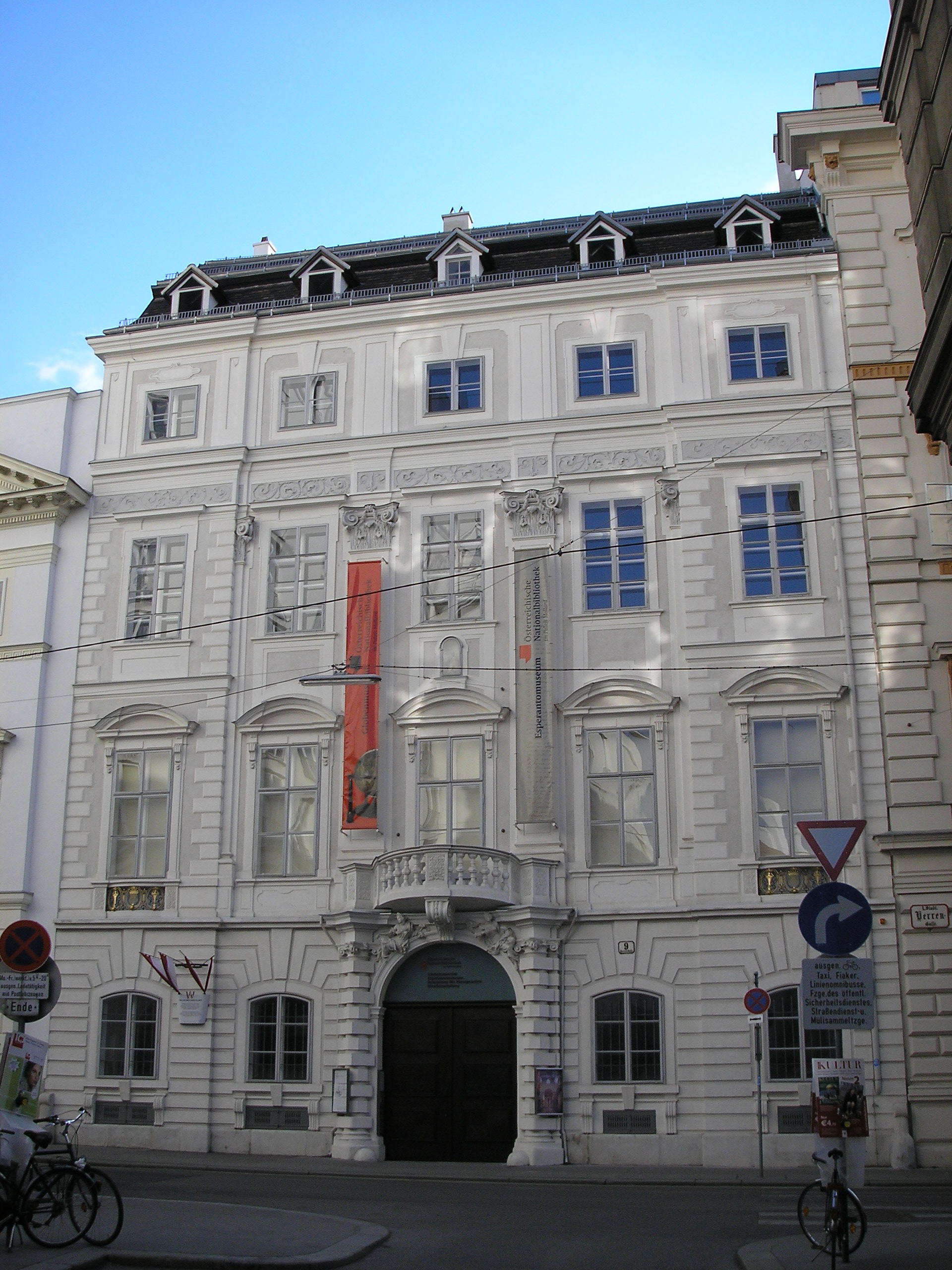
Palais Mollard-Clary, Wenen
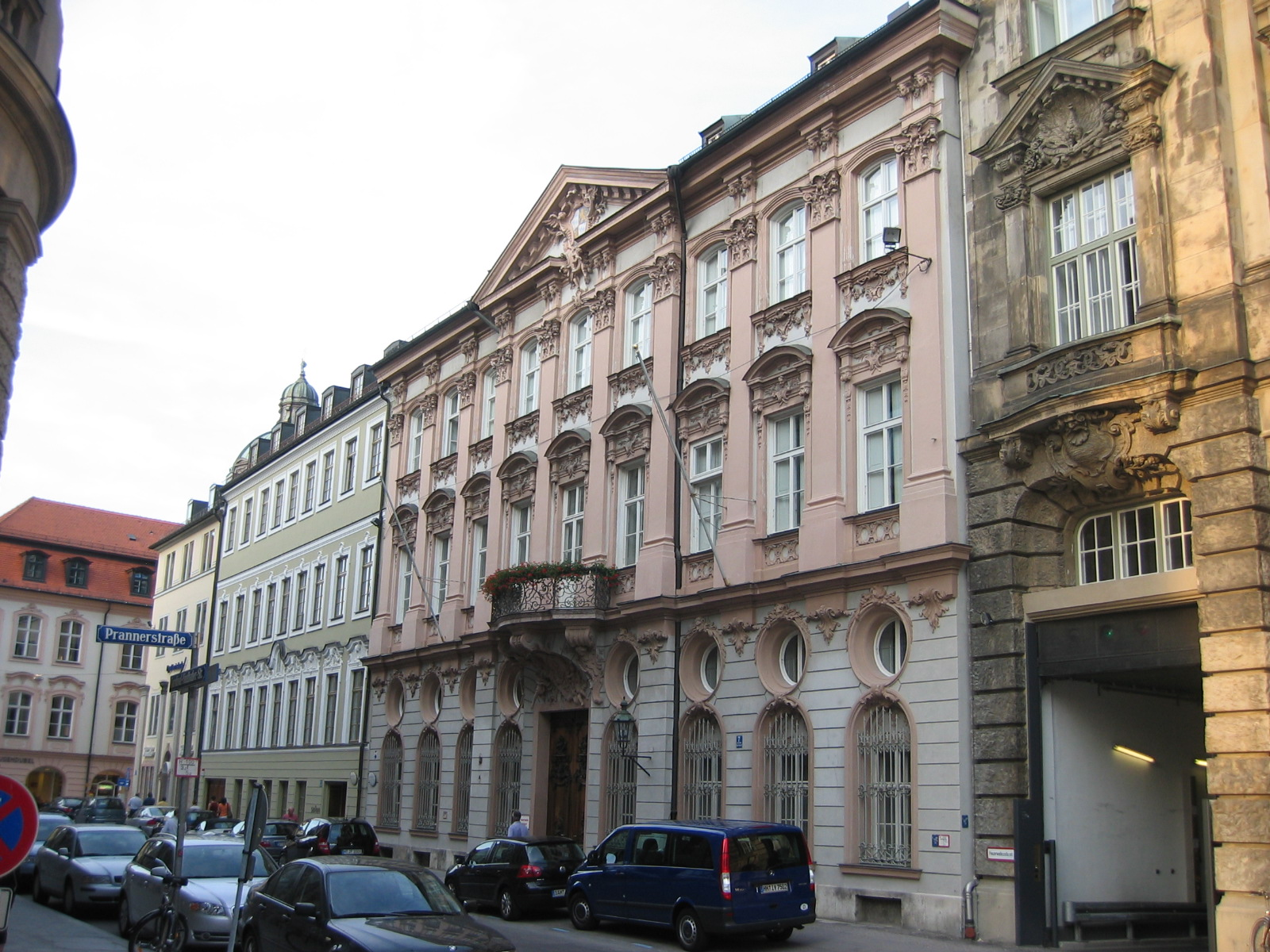
Palais Holnstein, München
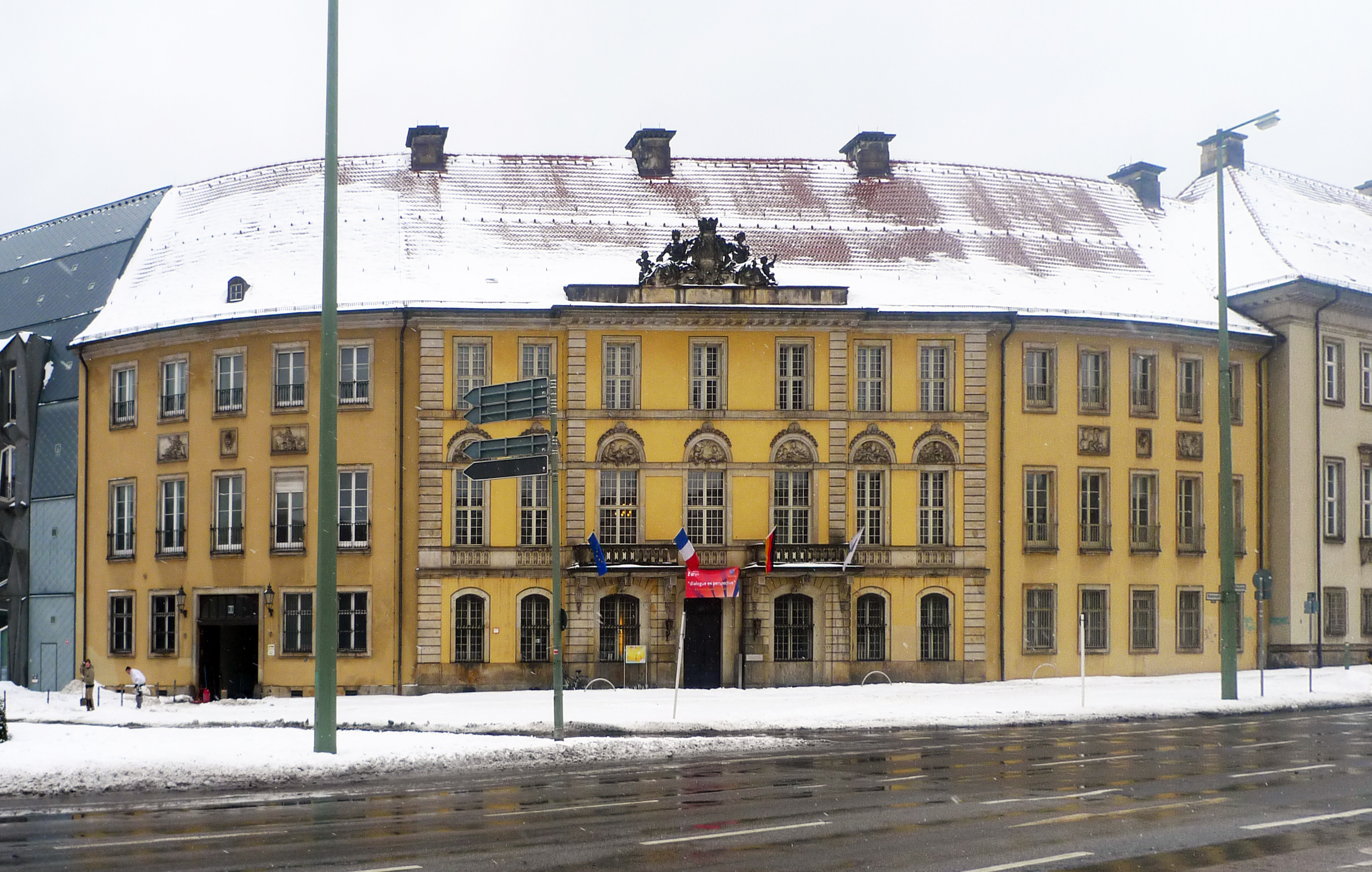
Palais Schwerin, Berlijn
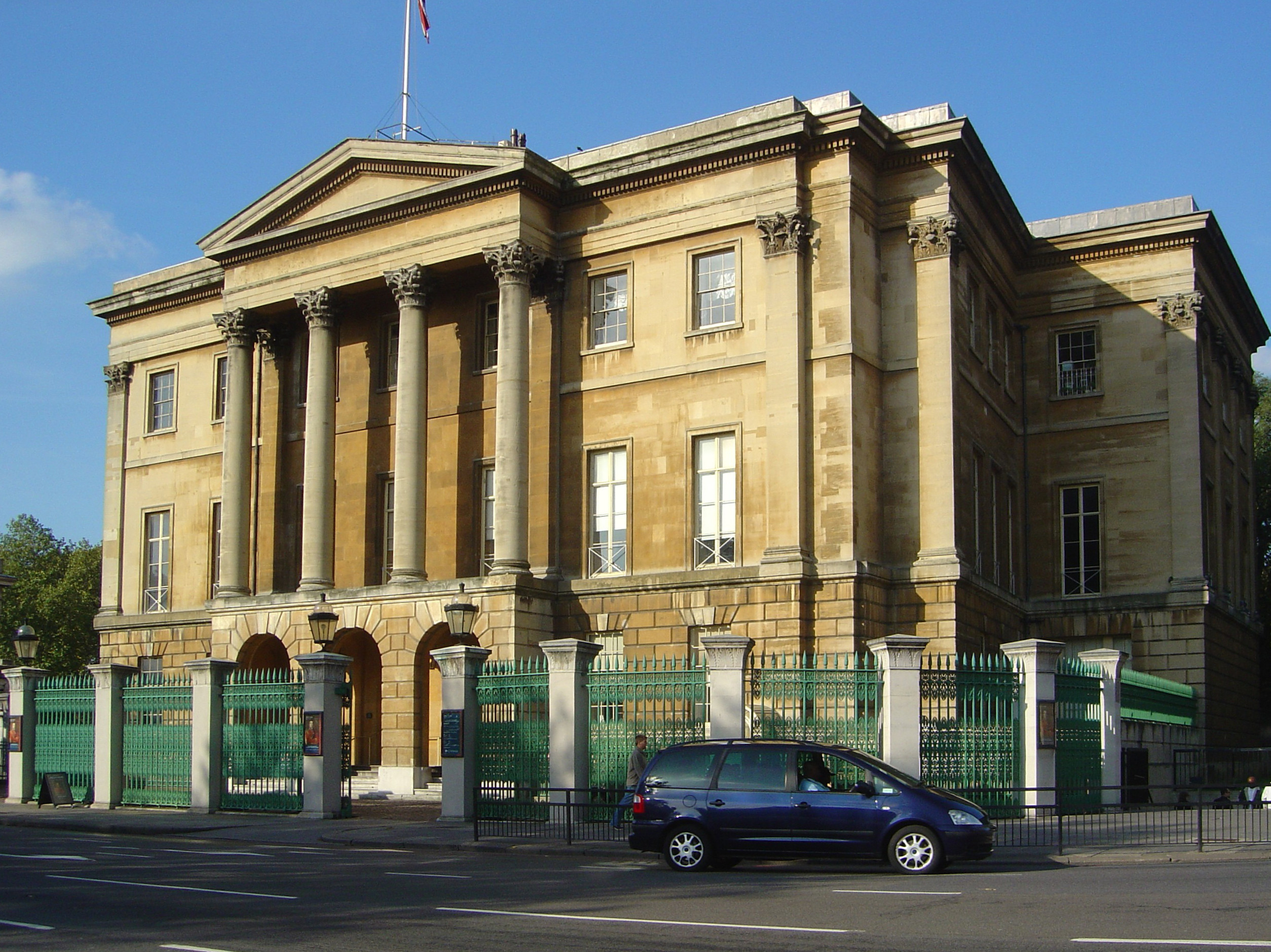
Apsley House, Londen